# Lưu Bị
Hán Chiêu Liệt Đế (漢昭烈帝), hay Hán Tiên chủ, Hán Liệt Tổ,  tên thật là Lưu Bị (giản thể: 刘备; phồn thể: 劉備, ngheⓘ; phát âm tiếng Trung phổ thông: [ljǒu pêi]; 161 – 10 tháng 6 năm 223), tự là Huyền Đức, là Hoàng đế khai quốc của nước Thục Hán, một chính trị gia và tướng lĩnh vào cuối thời Đông Hán, đầu thời Tam Quốc trong lịch sử Trung Quốc. 
Lưu Bị được sử sách xác nhận là dòng dõi xa của hoàng tộc nhà Hán. Xuất thân nhà nghèo, ông phải tự lao động kiếm sống từ thuở nhỏ. Sự nghiệp của Lưu Bị khởi đầu bằng việc tham gia trấn áp cuộc khởi nghĩa Khăn Vàng và làm quan cho triều đình, nhưng sự nghiệp của ông ban đầu không được suôn sẻ. Gặp lúc nhà Hán suy yếu và nổ ra chiến tranh quân phiệt, Lưu Bị cùng hai người huynh đệ kết nghĩa là Quan Vũ và Trương Phi dần dần tự gây dựng lực lượng và tham gia vào cuộc chiến này. Tuy nhiên, cuộc tranh hùng của Lưu Bị ban đầu không thuận lợi, ông nhiều lần thất bại và phải đi nương nhờ dưới trướng nhiều chư hầu đương thời như Công Tôn Toản, Lã Bố, Tào Tháo, Viên Thiệu, Lưu Biểu.
Trong thời gian nương nhờ Lưu Biểu ở Kinh châu, Lưu Bị được Gia Cát Lượng theo phò tá và vạch ra Long Trung đối sách để tranh thiên hạ. Theo đường lối này, ông liên kết với quân phiệt Tôn Quyền ở Giang Đông cùng chống Tào Tháo ở phía bắc, chiếm được một phần Kinh châu và gần trọn Ích châu làm đất dựng nghiệp. Tuy nhiên, chiến lược Long Trung đối sách có nguy cơ đổ vỡ vì liên minh với Tôn Quyền rạn nứt, họ Tôn đánh chiếm phần Kinh châu của ông và giết Quan Vũ, khiến Lưu Bị cất quân đánh báo thù và định giành lại đất, sau khi chính thức xưng hoàng đế để kế tục nhà Hán vừa bị họ Tào đoạt ngôi. Thất bại ở Di Lăng khiến Lưu Bị suy sụp ý chí, lâm bệnh rồi qua đời. Cơ nghiệp ông gây dựng được truyền lại cho người con cả Lưu Thiện và giao cho thừa tướng Gia Cát Lượng phò tá.
Lưu Bị là một trong những nhân vật chính của tiểu thuyết Tam quốc diễn nghĩa. Trong tác phẩm này La Quán Trung xây dựng Lưu Bị là nhân vật chính diện, có lòng nhân từ bác ái, thương dân như con của một vị vua hiền đức (Tuyệt nhân là Lưu Bị, tuyệt gian là Tào Tháo, tuyệt trí là Khổng Minh). Vì vậy, tiểu thuyết hư cấu một số tình tiết về ông so với ngoài đời thật, và một số hành động thể hiện tính quyết đoán và chiến tích quân sự của Lưu Bị lại được gán cho thuộc hạ của ông. Do ảnh hưởng quá lớn từ tiểu thuyết Tam quốc diễn nghĩa, nên nhiều người cho rằng Lưu Bị là một người nhu nhược, có đức nhưng thiếu tài, nhờ may mắn có các cận thần tài giỏi mà ông mới dựng được cơ nghiệp. Trên thực tế, ghi chép của bộ chính sử Tam quốc chí cho thấy Lưu Bị là một vị tướng có tài cầm quân, biết ứng phó linh hoạt, nhất là khả năng nhìn thấu nội tâm, thu phục nhân tài và khiến họ một lòng trung thành với mình, nhiều nhân vật nổi danh cùng thời như Tào Tháo, Quách Gia, Chu Du, Lục Tốn... cũng đánh giá rất cao tài năng của ông. Bộ chính sử Tam quốc chí đã ca ngợi ông là "người cương nghị khoan hoà nhân hậu, hiểu lòng người kính kẻ sĩ, có phong độ của Hán Cao Tổ, có khí chất của bậc anh hùng".
Kể từ thời nhà Tống, nhà Thục Hán được sử sách Trung Quốc coi là sự nối tiếp của nhà Hán, là triều đại chính thống trong số 3 triều đại của thời Tam quốc, do vậy Lưu Bị là hoàng đế duy nhất trong thời Tam quốc được thờ tại Lịch đại Đế Vương miếu, nơi thờ cúng các vị vua chính thống của Trung Hoa (các hoàng đế của Tào Ngụy, Đông Ngô không được thờ).

## Thân thế
Lưu Bị có tên tự là Huyền Đức (玄德), người huyện Trác, quận Trác thuộc U châu. Ông là dòng dõi của Trung Sơn Tĩnh vương Lưu Thắng – người con thứ của Hán Cảnh Đế. Ông nội Lưu Bị là Lưu Hùng (劉雄), được cử làm Hiếu liêm, làm huyện lệnh huyện Phạm thuộc Đông quận. Cha Lưu Bị là Lưu Hoằng (劉弘) mất sớm.
Tuy là dòng dõi hoàng tộc nhà Hán, nhưng do từ thời Hán Vũ Đế ban hành "thôi ân lệnh" nên đất phong của các quận vương ngày càng bị phân chia. Đến đời Lưu Bị, những người thuộc chi họ xa của hoàng tộc chỉ còn được hưởng rất ít tước lộc, gia đình ông là bần nông nghèo khó, chỉ có cái danh là con cháu hoàng thất.

Sách Tư trị thông giám của Tư Mã Quang viết vào thời Bắc Tống nêu ý kiến nghi ngờ về thân thế này của Lưu Bị:
| “ | Nhà Hán của Chiêu Liệt Đế [Lưu Bị], tuy nói là con cháu của Trung Sơn Tĩnh Vương [Lưu Thắng], nhưng quan hệ quá xa, không thể ghi rõ thân thế danh vị, giống như Tống Vũ Đế xưng là con cháu của Sở Nguyên Vương, Nam Đường Liệt Tổ xưng là con cháu của Ngô Vương [Lý] Khác, thật giả khó phân, nên không dám sánh với Quang Vũ Đế và Tấn Nguyên Đế, khiến cho nhà Hán này bị cho là di thống. | ” |

Tuy nhiên, Điển lược (典略) viết Lưu Bị truy gốc từ một vị Lâm Ấp hầu (臨邑侯). Theo ghi chép trong Hán thư và Hậu Hán thư, có hai dòng dõi Lâm Ấp hầu có thể truy ngược đến những hoàng tử của Hán Cảnh Đế là Trường Sa vương Lưu Phát (劉發) và Thường Sơn vương Lưu Thuấn (劉舜).

## Thời trẻ

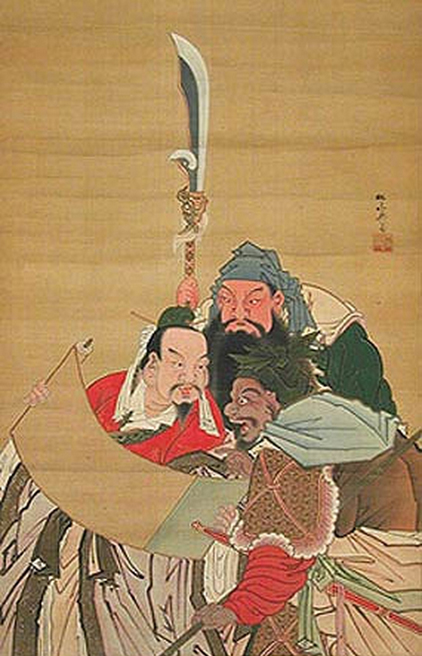
Ba anh em Lưu Bị,Quan Vũ và Trương Phi

Lưu Bị được sách Tam quốc chí mô tả là người cao bảy thước rưỡi (quy đổi ra 1 mét 65) không có râu, vành tai rất lớn, mắt có thể nhìn thấy tai, hai tay rất dài tới đầu gối. Về tính cách ông là người ít nói, mừng giận không lộ ra mặt.
Nhà nghèo và mồ côi cha sớm, Lưu Bị phải cùng mẹ làm nghề bện giày cỏ, chiếu cỏ để kiếm sống. Do danh tiếng là người trong hoàng tộc, ông vẫn kết giao được với những người có danh vọng như Công Tôn Toản, Lưu Đức Nhiên, cùng họ nhận Lư Thực làm thầy. Lư Thực là người có tài kiêm văn võ, Lưu Bị được truyền đạt học hỏi rất nhiều. Tiền học của Lưu Bị được cha của Lưu Đức Nhiên là Lưu Nguyên Khởi chu cấp cho. Ông học không giỏi mà thích nuôi chó ngựa, chú trọng đến ăn mặc. Lưu Nguyên Khởi, một người cùng họ thường chu cấp cho Lưu Bị, vợ của Nguyên Khởi hỏi: "Mỗi nhà mỗi cảnh, sao ta có thể mãi chu cấp cho nó!" Khởi đáp: "Đứa trẻ ấy có cùng họ với ta, thật là người phi thường vậy".
Lưu Bị thích giao kết với kẻ hào kiệt, được nhiều người trẻ tuổi vây quanh. Lưu Bị đã gặp gỡ và kết giao với Quan Vũ và Trương Phi. Ba người rất thân thiết với nhau, coi nhau như anh em một nhà. Nhà Đông Hán ngày càng suy yếu, nhiều nơi tình hình địa phương không ổn định, Lưu Bị đã tập hợp thanh niên trong xóm đứng ra bảo vệ trật tự. Ông được mấy người phú thương làm nghề buôn ngựa ở nước Trung Sơn là Trương Thế Bình và Tô Song trợ giúp, vì thế Lưu Bị có thể duy trì trong tay một đội quân nhỏ trong vùng.
Tam quốc diễn nghĩa mô tả rằng Lưu Bị, Quan Vũ và Trương Phi đã làm lễ kết nghĩa huynh đệ tại vườn đào. Người đời sau có thơ khen tình huynh đệ giữa 3 người:
| “ | Trời xui hào kiệt kết đồng bào Thề tấm lòng son với gốc đào Chí quyết phen này anh với chú Há để đất Hán lọt Tôn, Tào | ” |

## Gian nan lưu lạc

### Hai lần bỏ chức quan huyện
Năm 184, quân khởi nghĩa Khăn Vàng do Trương Giác cầm đầu nổi dậy chống triều đình, thế lực nhanh chóng lan đi các nơi. Lưu Bị khởi binh giúp nhà Hán chống Khăn Vàng ở Trác quận. Ông mang Quan Vũ, Trương Phi cùng đội quân bản bộ gia nhập vào quân triều đình dưới quyền Hiệu úy Trâu Tĩnh.
Lưu Bị tác chiến mấy trận đều thắng lợi, góp công dẹp Khăn Vàng và được phong làm Huyện úy An Hỉ (thuộc nước Trung Sơn). Được một thời gian, triều đình nhà Hán có chiếu thư xuống các châu quận thông báo rằng những người có quân công được làm trưởng lại, đều bị sa thải. Lưu Bị nghi ngờ mình cũng trong số đó. Có viên Đốc bưu của triều đình đến hạch sách. Lưu Bị đến xin vào gặp nhưng viên đốc bưu cáo bệnh không tiếp. Lưu Bị giận dữ, liền quay về sở quan, dẫn thuộc hạ đi thẳng đến quán dịch, xông vào tận cửa, nói rằng được lệnh của quan phủ, rồi xông vào giường trói đốc bưu lại, lôi ra ngoài đánh 200 roi, rồi bỏ chức Huyện úy.
Tam quốc diễn nghĩa kể rằng người đánh viên Đốc bưu là Trương Phi nóng giận, nhưng thực ra chính Lưu Bị làm việc này rồi bỏ ấn từ quan.
Ít lâu sau, ngoại thích Đại tướng quân Hà Tiến sai Vô Khâu Nghị đến mộ binh ở Đan Dương. Lưu Bị đến xin theo Vô Khâu Nghị để lập công chuộc tội. Khi đi qua Hạ Bì có quân cướp, Lưu Bị giúp Vô Khâu Nghị dẹp yên. Vì vậy ông được Vô Khâu Nghị tiến cử với triều đình. Triều đình xá tội đánh đốc bưu cho Lưu Bị, cho ông khôi phục làm quan, lĩnh chức Huyện thừa (dưới quyền huyện trưởng, lo mặt trị an) ở huyện Hạ Mật, sau đó chuyển sang làm huyện úy Cao Đường rồi thăng lên làm Huyện lệnh Cao Đường.
Năm 188, anh em Lưu Bị, Quan Vũ, Trương Phi giao tranh với quân cướp địa phương bị bại trận, bèn bỏ huyện Cao Đường đến nương nhờ người bạn học cũ là Công Tôn Toản ở U châu. Khi đó Công Tôn Toản vừa được phong làm Trung lang tướng do dẹp được Trương Thuần và chiêu hàng được Tham chí vương của Ô Hoàn, liền tiến cử Lưu Bị làm Biệt bộ tư mã.

### Trợ giúp các quân phiệt
Năm 189, Hán Linh Đế mất, Hán Thiếu Đế lên thay. Biến loạn trong triều xảy ra, Đại tướng quân Hà Tiến bị hoạn quan giết hại. Thái thú Hà Đông là Đổng Trác vào kinh thành Lạc Dương phế Thiếu Đế lập Hán Hiến Đế và thao túng triều đình. Năm 190, các chư hầu do Viên Thiệu cầm đầu nổi dậy chống Đổng Trác.
Tam quốc diễn nghĩa mô tả anh em Lưu Bị theo Công Tôn Toản đi hội binh với Viên Thiệu trong số 18 lộ chư hầu rồi 3 anh em đại chiến với Lã Bố (tam anh chiến Lã Bố) ở cửa Hổ Lao. Thực ra chỉ có 11 chư hầu chống Đổng Trác, trong đó không có Công Tôn Toản và anh em Lưu Bị.
Đổng Trác thua trận, mang vua Hiến Đế bỏ Lạc Dương chạy về Trường An. Ít lâu sau, liên minh chống Đổng Trác tan rã, các chư hầu quay sang đánh lẫn nhau. Viên Thiệu chiếm được Ký châu của Hàn Phức, lại xung đột cùng Công Tôn Toản. Hai bên tranh giành Hà Bắc. Công Tôn Toản phong thuộc hạ là Điền Khải làm Thứ sử Thanh châu, sai Lưu Bị mang quân đi giúp Điền Khải. Lưu Bị giúp Điền Khải nhanh chóng chiếm được Thanh châu. Sau đó Viên Thiệu cũng phong con trưởng là Viên Đàm làm thứ sử Thanh châu. Viên Đàm và Điền Khải đánh nhau nhiều tranh giành Thanh châu không phân thắng bại. Lưu Bị cùng Điền Khải đóng quân ở phía đông nước Tề (quận quốc thuộc Thanh châu).
Lưu Bị giúp Điền Khải chống Viên Đàm, được phong làm tướng quốc nước Bình Nguyên. Trong vùng có viên hào phú địa phương là Lưu Bình không ưa Lưu Bị, bèn sai thích khách đến sát hại ông. Nhưng người thích khách đến nơi, thấy Lưu Bị đón tiếp long trọng, kính cẩn, rất cảm phục Lưu Bị, không ra tay giết ông, lại cùng ông trò chuyện rồi nói rõ cho ông biết âm mưu của Lưu Bình rồi ra đi.
Cùng ở Thanh châu, ngoài nước Bình Nguyên còn có 4 nước chư hầu khác là Bắc Hải, Tề, Tế Nam và Lạc An, cùng quận Đông Lai. Tướng quốc Bắc Hải là Khổng Dung rất khâm phục Lưu Bị, tới kết giao với ông. Khổng Dung bị quân tàn dư Khăn Vàng tới đánh, chống cự không nổi, bèn sai Thái Sử Từ đến Bình Nguyên cầu cứu Lưu Bị. Lưu Bị bèn điều quân đến đánh tan quân Khăn Vàng, cứu được Khổng Dung.
Tam quốc diễn nghĩa kể rằng Lưu Bị đích thân cùng Quan Vũ và Trương Phi đi cứu Khổng Dung.
Năm 193, Viên Thiệu mang quân đến đánh Công Tôn Toản. Điền Khải và Lưu Bị mang quân tới cứu, đóng quân ở Tề quận. Cùng lúc, quân phiệt Duyện châu là Tào Tháo mang quân đánh Từ châu để báo thù cho cha là Tào Tung vì cho rằng Châu mục Từ châu là Đào Khiêm chủ mưu giết Tào Tung. Đào Khiêm chống đỡ không nổi quân Tào đông và mạnh, bị mất hơn nửa địa bàn Từ châu, phải cầu cứu thứ sử Thanh châu là Điền Khải. Điền Khải báo lại cho Công Tôn Toản. Công Tôn Toản bận đối phó với Viên Thiệu, bèn sai bộ tướng Triệu Vân đi cùng Lưu Bị đến cứu Từ châu. Lưu Bị cùng Quan Vũ, Trương Phi, Triệu Vân có hơn 1000 quân cùng các lính ô hợp người Ô Hoàn ở U châu, thu dụng thêm vài ngàn người đói kém đi kiếm ăn nhập vào đội ngũ. Ông được Đào Khiêm cấp thêm vài ngàn quân. Ông giúp viên tướng duy nhất của Đào Khiêm là Tào Báo cố thủ ở Viêm Thành.
Tam quốc diễn nghĩa kể rằng Điền Khải cũng mang quân đi cứu Từ châu với Lưu Bị.
Dưới sự chỉ huy của Lưu Bị, quân Từ châu giữ vừng thành, quân Tào tấn công nhiều trận nhưng không thể hạ được. Không lâu sau, thủ hạ của Tào Tháo là Trần Cung hợp tác với Trương Mạo tôn Lã Bố làm chủ, đánh chiếm Duyện châu của Tào Tháo. Tào Tháo buộc phải giải vây Từ châu, mang quân trở về cứu.

### Nhận Từ châu
Qua trận binh hoả, Đào Khiêm rất cảm tạ Lưu Bị đã cứu giúp. Ông bỏ Điền Khải ở lại Từ châu với Đào Khiêm. Năm 194, không lâu sau khi Từ châu được giải vây, Đào Khiêm bệnh nặng, quyết định tiến cử Lưu Bị làm Từ châu mục thay mình, nèn dâng biểu lên Hán Hiến Đế. Lưu Bị khiêm nhường, sợ mình sức yếu không giữ được nên từ tạ. Vì vậy Đào Khiêm dâng biểu tiến cử Lưu Bị làm thứ sử Dự châu, đóng quân ở Tiểu Bái gần Hạ Bì (trị sở Từ châu).
Không lâu sau Đào Khiêm ốm nặng, trước khi mất dặn các thủ hạ Mi Chúc, Trần Đăng đón Lưu Bị về Từ châu, hết sức giúp Lưu Bị rồi qua đời. My Trúc và Trần Đăng làm theo, nhưng Lưu Bị vẫn từ chối, đề nghị trao Từ châu cho Viên Thuật là người có danh vọng cao hơn, lúc đó đang xưng là Từ châu bá. Khổng Dung cũng tham gia thuyết phục Lưu Bị, cho rằng Viên Thuật không hề có thực lực, không lâu sẽ diệt vong. 
Tam quốc diễn nghĩa kể rằng Tào Tháo nhận xét Viên Thuật là "xương khô trong mả" lúc uống rượu luận anh hùng với Lưu Bị ở Hứa Xương. Thực tế là người nhận xét Viên Thuật là Khổng Dung khi nhận xét ai là người xứng đáng lĩnh Từ châu.
Cuối cùng Lưu Bị nhận lời tiếp quản Từ châu, nhận chức Từ châu mục.
Có tài liệu cho rằng Lưu Bị nhận lời lĩnh Từ châu ngay khi Đào Khiêm còn sống. Khi Lưu Bị từ chối và tiến cử Viên Thuật, Khổng Dung cũng có mặt và cho rằng Thuật là "xương khô trong mả". Cuối cùng Lưu Bị nhận lời.

### Giao tranh với Lã Bố và Viên Thuật

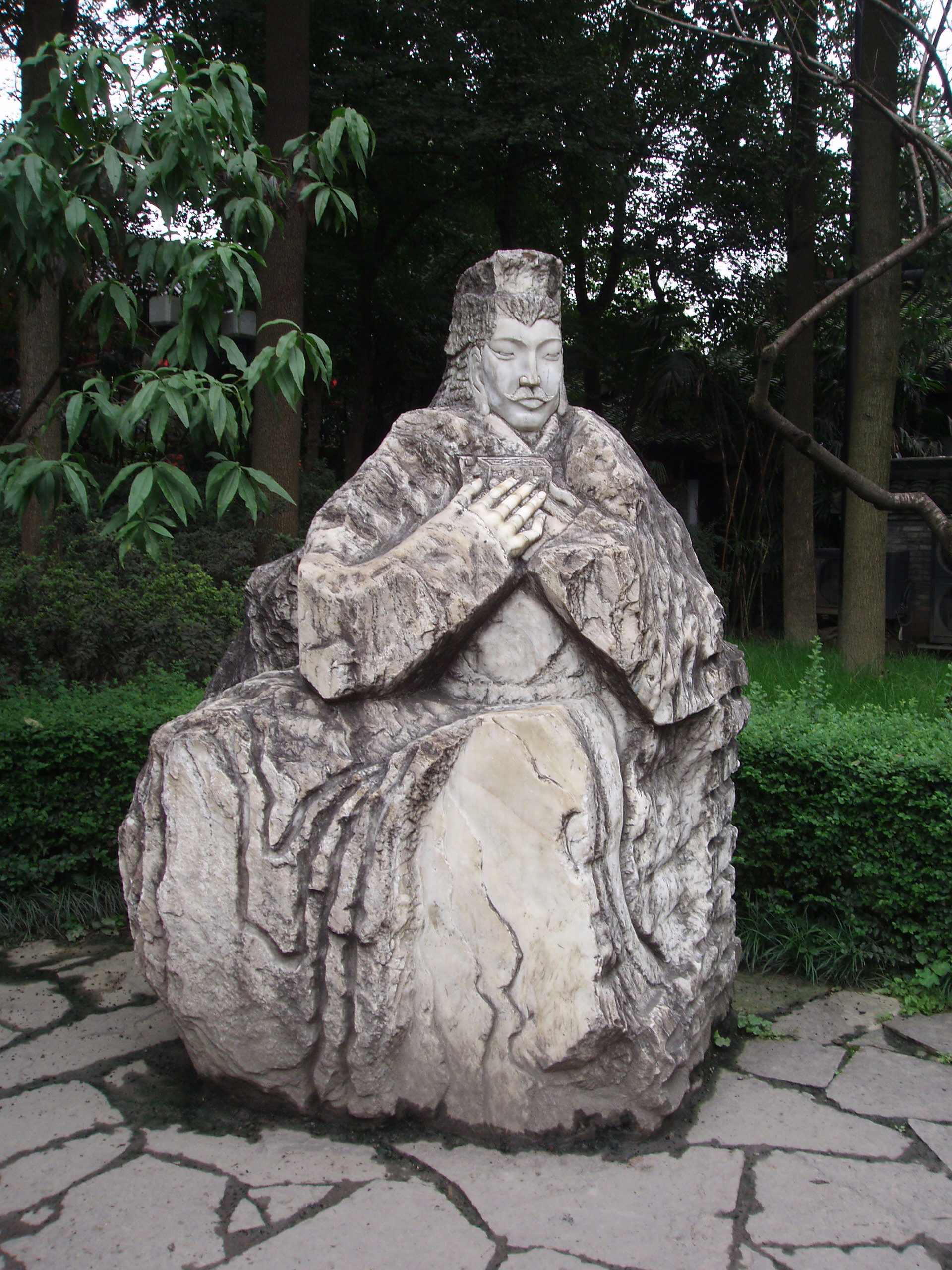
Tượng Lưu Bị tại đền thờ Gia Cát Lượng tại Thành Đô

Năm 195, Lã Bố thất bại trong cuộc giao tranh với Tào Tháo ở Duyện châu, đến nương nhờ Lưu Bị. Lưu Bị cho Lã Bố đóng quân ở Tiểu Bái – một quận thuộc về Dự châu nhưng nằm gần Hạ Bì - trung tâm Từ châu và nằm trong tay người cai quản Từ châu từ thời Đào Khiêm.
Năm 196, Tào Tháo đón Hán Hiến Đế về Hứa Xương, bắt đầu thao túng triều đình nhà Hán. Để chia rẽ các chư hầu phía đông, Tào Tháo tìm cách lôi kéo Lưu Bị, nhân danh Hán Hiến Đế phong ông làm Nghi Thành đình hầu, Trấn đông tướng quân.
Quân phiệt Viên Thuật ở Thọ Xuân tấn công Lưu Bị để tranh đoạt Từ châu. Lưu Bị và Quan Vũ mang quân đi Vu Thai kháng cự Viên Thuật, sai Trương Phi giữ thành Hạ Bì (thủ phủ Từ châu). Trương Phi bất hòa với viên tướng cũ của Đào Khiêm là Tào Báo, bèn giết chết Tào Báo.
Viên Thuật viết thư cho Lã Bố đề nghị đánh úp Từ châu, đổi lại Thuật sẽ giúp lương. Lã Bố thấy Lưu Bị kết giao với Tào Tháo là kẻ thù của mình nên vốn đã lo ngại, do đó quyết định nhận lời Viên Thuật. Nhân lúc Hạ Bì hỗn loạn do cái chết của Tào Báo, Lã Bố bèn mang quân đến đánh úp Hạ Bì. Viên Trung lang tướng Hứa Đam trong thành Hạ Bì phản lại Trương Phi, mở cửa đón Lã Bố. Trương Phi không chống nổi quân Lã Bố, mang thủ hạ bỏ chạy, không kịp mang theo gia quyến Lưu Bị.
Trương Phi chạy đến chỗ Lưu Bị ở Hoài Âm. Lưu Bị phải lui về Quảng Lăng cầm cự với Viên Thuật. Do tình thế bức bách, lực lượng yếu không kháng cự được Viên Thuật và Lã Bố, ba anh em Lưu Bị phải quay về Từ châu hàng Lã Bố. Lã Bố tự xưng làm Thứ sử Từ châu, tiến cử Lưu Bị làm Dự châu mục, sang đóng ở thành Tiểu Bái gần đó. Dự châu vốn có 6 quận nhưng trên thực tế Lưu Bị chỉ có một quận Tiểu Bái đóng quân.
Viên Thuật xin kết thông gia với Lã Bố. Lã Bố nhận lời gả con gái cho con trai Viên Thuật. Viên Thuật thấy Lã Bố ngả theo mình lại sai Kỷ Linh mang 3 vạn quân tấn công Tiểu Bái để diệt Lưu Bị. Lưu Bị thế yếu, phải cầu cứu Lã Bố. Lã Bố mang 1000 quân bộ và 200 quân kỵ tới Tiểu Bái, bắt hai bên phải hòa giải. Lã Bố sai cắm kích từ xa và giao hẹn sẽ bắn tên, nếu trúng vào ngạnh kích thì hai bên phải giảng hòa. Sau đó Lã Bố giương cung bắn trúng ngay ngạnh kích. Lưu Bị và Kỷ Linh theo lời Lã Bố mang quân về.
Lưu Bị thoát khỏi nguy hiểm, ra sức phát triển thế lực. Sau hơn 1 năm, ông có hơn 1 vạn quân. Tuy lực lượng có mạnh thêm nhưng ông vẫn trong tình trạng bị cô lập: với các chư hầu liền kề như Tào Tháo, Lã Bố và Viên Thuật đều từng kết oán; chỉ có Lã Bố tuy vừa giúp đỡ ông nhưng hay trở mặt. Công Tôn Toản tuy có thiện chí với ông nhưng ở xa tận Hà Bắc và đang giành giật với Viên Thiệu. Để khắc phục tình trạng bị cô lập, Lưu Bị chủ động nối lại hòa khí với Viên Thiệu, ông tiến cử Viên Đàm con cả Viên Thiệu làm Mậu tài.
Năm 197, Viên Thuật xưng đế ở Thọ Xuân, ra sức kết thân với Lã Bố để cô lập tiến đến diệt Lưu Bị. Năm 198, sự phát triển thế lực của anh em Lưu Bị ở Tiểu Bái khiến Lã Bố lo ngại, liền mang quân tới đánh. Anh em Lưu Bị thua chạy đến Khai Phong, trong tình thế bức bách buộc phải cầu cứu Tào Tháo. Tào Tháo bèn sai Hạ Hầu Đôn mang quân tới cứu Lưu Bị. Quân Tào và quân Lã Bố đụng độ ở Từ châu. Lã Bố cầm quân ra đối địch đánh bại Hạ Hầu Đôn và bắn tên trúng vào mắt Đôn.
Tam quốc diễn nghĩa kể rằng người bắn chột mắt Hạ Hầu Đôn là Tào Tính - bộ tướng của Lã Bố.
Nghe tin Hạ Hầu Đôn bại trận bị chột mắt, tháng 10 năm 198, Tào Tháo khởi đại quân đi đánh Từ châu. Quân Lã Bố liên tiếp bại trận, cuối cùng bị Tào Tháo bắt. Lã Bố muốn xin Tào Tháo cho mình đầu hàng, lại nhờ Lưu Bị nói giúp. Nhưng Lưu Bị khuyên Tào Tháo nên giết Lã Bố vì Lã Bố là người hay trở mặt. Tào Tháo nghe theo ông, bèn sai chặt đầu Lã Bố.

### Ở Hứa Xương

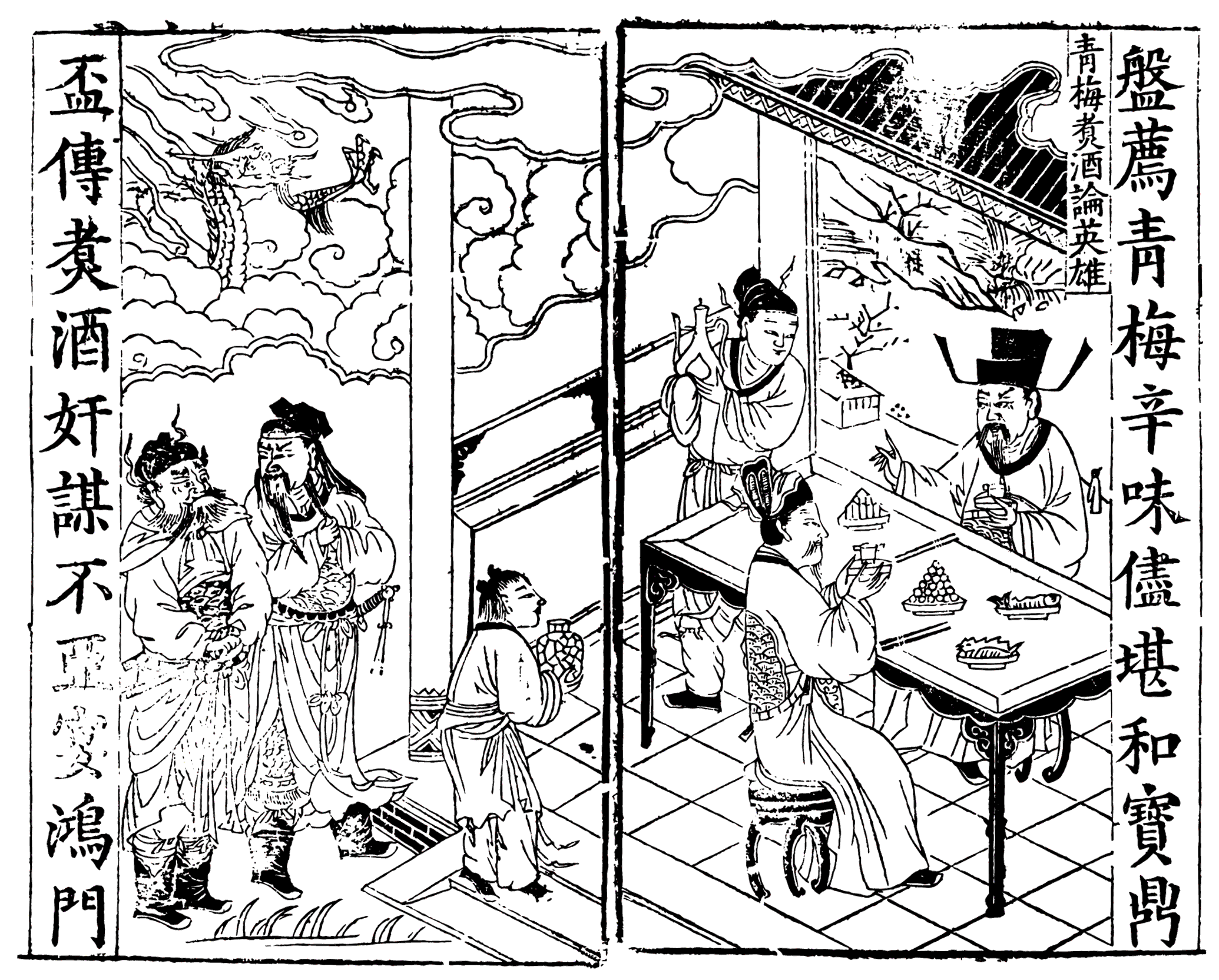
Tào Tháo và Lưu Bị uống rượu luận anh hùng

Tào Tháo cùng Lưu Bị thu quân về Hứa Xương. Tào Tháo không trả lại Từ châu vốn của Lưu Bị được Đào Khiêm cho mà sai thủ hạ là Xa Trụ trấn thủ. Lưu Bị bị giữ lại Hứa Xương để kiềm chế. Bề ngoài, Tào Tháo đối xử với ông rất thân tình, có lễ nghĩa, "ngồi cùng chiếu, ra cùng xe", lại nhân danh Hán Hiến Đế phong ông làm Tả tướng quân thay cho chức của Lã Bố vừa bị giết, tức là về danh nghĩa, quân hàm này còn cao hơn chức "Hành Xa kỵ tướng quân" của chính Tào Tháo.
Là tông thất nhà Hán, Lưu Bị bất bình trước việc thao túng triều đình của Tào Tháo và âm thầm có ý chống Tào. Sách Thục ký chép rằng: Có lần Lưu Bị cùng đi săn với Tào Tháo, Quan Vũ lén khuyên Lưu Bị nên nhân lúc mọi người hỗn loạn mà giết Tào Tháo nhưng Lưu Bị không nghe theo vì tình thế không cho phép manh động.
Sau đó ông bí mật cùng một số tướng lĩnh trung thành với nhà Hán như Đổng Thừa, Vương Tử Phục, Chung Tập, Ngô Thạc mưu giết Tào Tháo để cứu Hán Hiến Đế, nhưng chưa có cơ hội.
Phó tử chép: Khi Lưu Bị đến hàng, Tào Tháo dùng lễ khách đối đãi. Mưu sĩ Quách Gia khuyên Tào Tháo rằng nên đề phòng Lưu Bị:
Bị có hùng tài mà rất được lòng người. Trương Phi, Quan Vũ đều có sức địch muôn người, sẵn lòng chết vì Bị. Gia xét thấy, Bị rốt cuộc không chịu ở dưới người, mưu tính của hắn chưa thể lường được vậy. Cổ nhân có nói "Một ngày thả địch, hậu hoạn nhiều đời". Nên sớm liệu đi.

### Thoát ly chống Tào
Năm 199, Viên Thiệu diệt Công Tôn Toản, làm chủ hoàn toàn Hà Bắc; Tào Tháo cũng đánh bại Viên Thuật. Viên Thuật thế cùng sức kiệt, muốn chạy lên Hà Bắc theo Viên Thiệu. Lưu Bị không muốn bị kìm chân mãi ở Hứa Xương, bèn xin Tào Tháo đi chặn đánh Viên Thuật. Tào Tháo phê chuẩn, cấp cho ông 1000 quân. Lưu Bị cùng Quan Vũ và Trương Phi mang quân ra đón đánh Viên Thuật ở đường lớn Từ châu. Viên Thuật thực lực rất yếu, bị Lưu Bị đánh bại, phải quay về rồi ốm chết.
Hành động tiếp theo của Lưu Bị được sử sách ghi chép khác nhau. Các sử gia cho rằng cách chép của sách Tam quốc chí, phần Thục chí chính xác hơn Ngụy chí. Theo đó, đầu năm 200, Tào Tháo phát giác ra việc Đổng Thừa cầm đầu nhóm các tướng mưu giúp Hán Hiến Đế giết mình, nên đồng loạt xử tử Đổng Thừa và những người đồng mưu. Lưu Bị nghe tin Đổng Thừa bị giết, mưu sự đã lộ, trước sau cũng bị Tào Tháo đánh, bèn dẫn quân về đánh chiếm lại Từ châu.
Được sự phò trợ của Quan Vũ và Trương Phi, Lưu Bị giết chết thứ sử Từ châu là Xa Trụ do Tào Tháo bổ nhiệm, sai Quan Vũ giữ thủ phủ Hạ Bì, để gia quyến ở lại đây, tự mình mang quân ra giữ Tiểu Bái làm ỷ dốc, ra sức chiêu binh mãi mã để chuẩn bị đối phó với quân Tào.
Phần Ngụy chí trong Tam quốc chí chép đảo ngược 2 sự kiện: Lưu Bị chiếm Từ châu giết Xa Trụ trước khi Đổng Thừa bị giết ở Hứa Xương, được các sử gia cho là không hợp lý.
Tào Tháo sai Vương Trung và Lưu Đại mang quân đánh Lưu Bị. Lưu Bị đánh bại hai viên tướng này và thách Tào Tháo mang đại quân tới.
Vương Trung và Lưu Đại chạy đến Quan Độ báo cho Tào Tháo biết. Tào Tháo đoán định Viên Thiệu tuy mạnh nhưng thiếu can đảm, chính Lưu Bị quân lực mỏng hơn nhưng lại quyết đoán nên phải đánh trước. Vì vậy Tào Tháo đích thân mang đại quân từ phía đông Quan Độ đến Tiểu Bái. Lưu Bị lúc đó có vài vạn quân, cùng Trương Phi chia đường ra chống lại, nhưng vẫn không phải là địch thủ của Tào Tháo. Ông bị thua một trận lớn, vội vã bỏ thành Tiểu Bái, bỏ luôn thành Hạ Bì trung tâm Từ châu mà Quan Vũ đang trấn thủ, chạy lên Hà Bắc nương nhờ họ Viên.
Cánh quân của Trương Phi bị Tào Tháo đánh bại cũng mất liên lạc với Lưu Bị, Trương Phi chạy tới tận Cổ Thành thuộc huyện Chân Dương, quận Nhữ Nam. Quan Vũ trấn thủ Hạ Bì không chống nổi quân Tào, phải hàng Tào Tháo.

### Nương nhờ Viên Thiệu
Trên danh nghĩa, Lưu Bị và họ Viên là kẻ thù. Ông từng giúp Công Tôn Toản và thủ hạ của Toản là Điền Khải chống lại Viên Đàm – Viên Thiệu ở Thanh châu khoảng năm 194. Nhưng sau đó chính Lưu Bị cũng có giao tình với Viên Đàm khi làm Thứ sử Dự châu không còn dưới trướng Công Tôn Toản, tức là khi không còn trực tiếp giao tranh với họ Viên, ông đã tiến cử Viên Đàm làm Mậu tài năm 197.
Khi thua trận ở Tiểu Bái trước Tào Tháo, Lưu Bị quyết định chạy sang Thanh châu theo Viên Đàm. Nhớ tới hậu ý trước đây của ông, Viên Đàm khi đó là Thứ sử Thanh châu (Điền Khải đã bị diệt) thân chinh mang một toán quân mã ra ngoài thành nghênh đón. Sau đó Viên Đàm tiến cử ông tới chỗ Viên Thiệu ở Ký châu. Viên Thiệu phái đại tướng mang quân mã tới đón ông lên Nghiệp Thành – trung tâm Ký châu. Khi Lưu Bị tới nơi, Viên Thiệu đích thân ra ngoài 200 dặm đón khá cung kính.
Các sử gia cho rằng sở dĩ cả Tào Tháo và Viên Thiệu đều tỏ ra khá lễ nghi với Lưu Bị vì ông có uy tín khá cao với mọi người, việc thu phục được ông có thể là bàn đạp để thu phục nhân tâm thiên hạ theo về. Triệu Vân, thủ hạ cũ của Công Tôn Toản, nghe tin Lưu Bị ở Ký châu bèn tìm đến theo ông. Hai người ăn ở cùng nhau tại Nghiệp Thành. Lưu Bị lệnh cho Triệu Vân ngầm chiêu tập binh mã được vài trăm người, Viên Thiệu không hay biết.
Viên Thiệu ra quân đánh Tào Tháo, tấn công thành Bạch Mã và Diên Tân. Tháng 5 năm 200, Tào Tháo dẫn Trương Liêu và Quan Vũ đi cứu Bạch Mã. Quan Vũ ra trận giết chết mãnh tướng Nhan Lương của Viên Thiệu, giải vây thành Bạch Mã. Sang tháng 6, Tào Tháo cùng Quan Vũ và Trương Liêu đi men theo sông Hoàng Hà về phía tây đến cứu Diên Tân. Lưu Bị cùng Văn Xú theo Viên Thiệu mang quân đuổi theo, nhưng lại bị Tào Tháo đánh bại một trận nữa tại đây, Văn Xú tử trận. Vì lực lượng ít hơn nên sau đó Tào Tháo phải lui quân về phía nam Tế Thủy, tức là bến Quan Độ đóng đồn, còn Viên Thiệu đóng lại ở Diên Tân.
Viên Thiệu và Tào Tháo chống nhau ở Quan Độ. Lưu Bị hiến kế với Viên Thiệu và tự mình xin đi thi hành, sang quận Nhữ Nam liên kết với các tướng Khăn Vàng là Lưu Tiết và Lưu Thiệu để tập kích Hứa Đô của Tào Tháo. Viên Thiệu bằng lòng, giao cho Lưu Bị một toán quân. Lưu Bị lập tức khởi hành lên đường.

### Hai lần chinh chiến ở Nhữ Nam
Lưu Bị, Triệu Vân đến Nhữ Nam liên kết với Lưu Tiết và Lưu Thiệu, đánh chiếm được Ẩn Cường thuộc Dự châu. Nhân dân các huyện kế cận nghe tin Lưu Bị tới đều hưởng ứng.
Tào Tháo đang chống giữ với Viên Thiệu ở Quan Độ nghe tin Lưu Bị chiếm Ẩn Cường rất lo lắng, sai Tào Nhân mang quân từ Hứa Đô tới đánh. Tào Nhân ra quân đánh bại Lưu Bị ở Ẩn Cường. Lưu Bị phải bỏ Dự châu trở về phía bắc, trở về chỗ Viên Thiệu ở Quan Độ phục mệnh.
Chiến sự giữa Viên Thiệu và Tào Tháo vẫn giằng co bất phân thắng bại. Lưu Bị ở Ký châu với Viên Thiệu trong thời gian vài tháng. Ông biết tin Quan Vũ đang ở bên Tào Tháo; đồng thời nhận thấy Viên Thiệu có binh lực mạnh mẽ nhưng thiếu quả quyết, đoán biết Viên Thiệu không thể làm nên việc lớn, ông quyết định tìm cách thoát đi để tự xây dựng lực lượng.
Ông xin với Viên Thiệu đi về nam một lần nữa, làm sứ giả tới Kinh châu giục Lưu Biểu giáp công đánh Tào Tháo từ phía sau. Viên Thiệu không tin Lưu Biểu đủ nhiệt tình và can đảm ra quân nên chưa thuận theo. Vừa lúc đó lại có tướng Khăn Vàng khác là Cung Đô từ Nhữ Nam sai người tới liên lạc với Viên Thiệu, đề nghị liên minh cùng chống Tào. Viên Thiệu bèn sai Lưu Bị và Triệu Vân lại cùng đi Nhữ Nam.
Tam quốc diễn nghĩa kể rằng Lưu Bị chỉ đi Nhữ Nam một lần, gặp cả hai tướng Khăn Vàng là Lưu Tiết và Cung Đô một lúc.
Lưu Bị cùng Triệu Vân đến Nhữ Nam, tập hợp cùng Cung Đô được vài ngàn quân. Quan Vũ nghe tin Lưu Bị rời khỏi chỗ Viên Thiệu, cũng rời khỏi quân ngũ Tào Tháo ở Quan Độ chạy về phía nam tìm đến chỗ ông. Trương Phi từ Cổ Thành cũng mang quân tới hội.
Tam quốc diễn nghĩa kể rằng anh em Lưu Bị tái ngộ tại Cổ Thành – nơi Trương Phi đóng quân khi lạc nhau.
Khi quân hai bên tập hợp xong thì Viên Thiệu đã bị Tào Tháo đại phá ở Quan Độ, bị thiệt hại nặng, phải rút về Hà Bắc. Tào Tháo đắc thắng, coi thường Lưu Bị, sai Sái Dương đi đánh Nhữ Nam. Lưu Bị mang quân ra địch, đánh tan quân Tào, Quan Vũ giết chết Sái Dương.
Tam quốc diễn nghĩa kể rằng Quan Vũ giết chết Sái Dương trên đường đi tìm Lưu Bị.
Tào Tháo vẫn lo lắng thế lực hùng mạnh của họ Viên ở Hà Bắc hơn, nên đầu năm 201 tiếp tục khởi đại quân đuổi theo đánh Viên Thiệu. Tháng 6 năm 201), Tào Tháo đánh bại Viên Thiệu một trận lớn nữa ở Thương Đình. Sau 2 thất bại nặng nề, Viên Thiệu không còn đủ sức tấn công Tào Tháo. Tào Tháo yên tâm trở lại đối phó với Lưu Bị. Tháng 8 năm đó), Tào Tháo từ Hứa Xương mang quân đi đánh Nhữ Nam.
Quân Cung Đô vốn ô hợp, nghe tin đại quân Tào Tháo kéo đến vội vã bỏ chạy tan tác. Lưu Bị biết mình không thể đối địch được với Tào Tháo, bèn bỏ luôn Nhữ Nam chạy về phía nam, đến Kinh châu xin nương nhờ Lưu Biểu.

### Nương nhờ Lưu Biểu

#### Trận Bác Vọng
Lưu Biểu cũng tỏ ra trọng thị Lưu Bị, ra ngoài thành Tương Dương đón tiếp ông. Ban đầu, Lưu Biểu đối đãi với ông rất hậu, nhưng sau đó Lưu Biểu nhận ra chí lớn của Lưu Bị nên tỏ ra ngờ vực, cảnh giác với ông, nên không lưu ông lại ở thủ phủ Tương Dương mà cấp cho ông quân đội, điều ông ra đóng quân ở huyện Tân Dã thuộc quận Nam Dương, là cửa ngõ Kinh châu với phía bắc, gần Hứa Xương nhất.
Trong lúc Tào Tháo và anh em họ Viên giao tranh ở phía bắc, khoảng năm 204 Lưu Biểu theo đề nghị của Lưu Bị, sai ông mang quân từ Tân Dã tiến đánh Tào Tháo.
Lưu Bị cùng Triệu Vân đi qua Nam Dương và Bác Vọng, Trường Sơn (tức núi Phương Thành), sau đó đến huyện Diệp ở phía tây nam Hứa Xương. Tướng Tào trấn thủ huyện Diệp là Hạ Hầu Đôn, Vu Cấm và Lý Điển. Lưu Bị đánh huyện Diệp không nổi phải rút lui.
Hạ Hầu Đôn mang quân truy kích, Lưu Bị đặt phục binh ở gò Bác Vọng. Quân Kinh châu đánh bại Hạ Hầu Đôn và Vu Cấm, bắt sống bộ tướng của Hạ Hầu Đôn là Hạ Hầu Lan. Hạ Hầu Đôn phải lui binh, còn Lưu Bị cũng không truy kích tiếp, rút về Tân Dã.
Tam quốc diễn nghĩa kể rằng trận Bác Vọng diễn ra năm 208 khi Tào Tháo nam chinh hạ Kinh châu, và đây chính là trận đầu tiên Gia Cát Lượng tham gia với tư cách quân sư trong quân Lưu Bị. Kỳ thực, lúc xảy ra trận Bác Vọng, Gia Cát Lượng chưa đến với Lưu Bị, mưu kế ở Bác Vọng do Lưu Bị tự làm.
Do Hạ Hầu Lan vốn là người cùng làng với Triệu Vân, vì vậy Triệu Vân xin với Lưu Bị tha chết cho Lan. Lưu Bị đồng ý.
Theo sách Hán Tấn xuân thu, năm 206 lúc Tào Tháo mới mang quân đi xa lên đánh Liễu Thành, Lưu Bị khuyên Lưu Biểu đánh úp Hứa Xương nhưng Lưu Biểu không theo. Sau này Tào Tháo thắng trận trở về, Lưu Biểu ân hận vì không nghe theo lời ông.

#### Được Gia Cát Lượng phò tá
Lưu Bị ra sức thu nạp nhân tài để phát triển thế lực. Năm 207, ông được Từ Thứ theo giúp. Từ Thứ tiến cử một người bạn là Gia Cát Lượng cho ông. Lúc đó Gia Cát Lượng đang ở ẩn.
Trước Từ Thứ, danh sĩ Tư Mã Huy đã ca ngợi tài năng của Gia Cát Lượng. Vì vậy Lưu Bị rất mến mộ Gia Cát và mong được sự phò tá của Gia Cát. Việc ông và Gia Cát Lượng gặp gỡ và bắt đầu cộng tác được sử sách mô tả khác nhau. Sách Ngụy lược và Cửu châu xuân thu chép rằng chính Gia Cát Lượng tìm đến gặp Lưu Bị năm 207 và tự tiến cử mình với ông. Tam quốc chí chép rằng theo sự tiến cử của Tư Mã Huy và Từ Thứ, ông tìm đến lều tranh nhà Gia Cát để cầu Gia Cát ra giúp. Sau 3 lần tới lều tranh, Lưu Bị mới gặp được Khổng Minh và được Khổng Minh nhận lời phò tá. Ngay lần gặp gỡ đó, Gia Cát Lượng đã vạch kế chia ba thiên hạ cho ông.
Các sử gia xem xét sự trái ngược của hai cách nói trong sử sách và kết luận rằng: cả hai sự kiện đều có thể là đúng, với trình tự là Gia Cát sớm tự tiến cử trước, nhưng chưa thực sự được Lưu Bị coi trọng và trở về. Sau đó Lưu Bị nhận ra tài năng thực thụ của Khổng Minh, hạ mình 3 lần tới lều tranh tìm gặp.
Giới nghiên cứu chỉ ra rằng sự gặp gỡ giữa 2 người không phải không có những trắc trở. Lưu Bị ở Kinh châu tới 7 năm, đã thu nạp nhiều hào kiệt và cũng đã từng nghe tiếng Gia Cát Lượng. Nhưng lúc đó không dễ để một người từng trải đã ngoài 40 tuổi như Lưu Bị ngay lập tức coi trọng một người thanh niên mới ngoài 20 tuổi như Gia Cát Lượng. Bản thân Gia Cát Lượng có quan hệ họ hàng với Lưu Biểu (Biểu là chú dượng bên vợ Gia Cát Lượng) nhưng cũng chưa từng được Lưu Biểu coi trọng, do đó Lưu Bị càng chưa dễ coi trọng Khổng Minh khi Khổng Minh tìm đến. Chỉ đến khi có sự tiến cử của Tư Mã Huy và Từ Thứ vốn là những người Lưu Bị rất kính trọng và tin tưởng, ông mới thực sự nhận ra giá trị của Khổng Minh và gác thân thế hoàng tộc cũng như vai "tiền bối" để lặn lội tới lều tranh 3 lần.
Sử gia Doãn Vận còn căn cứ theo Xuất sư biểu mà sau này Gia Cát Lượng viết (dâng Hậu chủ Lưu Thiện khi chuẩn bị Bắc phạt) "Tiên đế ... 3 lần tới lều tranh tìm thần, cùng thần bàn bạc" để khẳng định rằng Lưu Bị đã gặp Khổng Minh trong cả ba lần đến thăm và trò chuyện, chứ không phải 3 lần đến mới gặp nhau như Tam quốc diễn nghĩa mô tả. Qua nhiều lần gặp gỡ, trò chuyện, hai người mới thực sự hiểu thành ý của nhau và Gia Cát Lượng quyết ý xuống núi phó tá Lưu Bị.
Gia Cát Lượng vạch ra Long Trung đối sách làm kế lập nghiệp cho Lưu Bị, theo đó ông không thể tranh giành ngay trung nguyên với Tào Tháo và không thể chiếm Giang Đông của Tôn Quyền, đề nghị ông theo đuổi chiến lược chiếm Kinh châu rồi Ích châu làm căn bản, liên kết với Tôn Quyền cùng chống Tào Tháo, sau đó từ 2 đường tiến ra trung nguyên chinh phục thiên hạ, khôi phục nhà Hán.
Kế sách của Khổng Minh từ đó được ông theo đuổi và từng bước thực thi đều có nhiều trở ngại do những biến cố phức tạp ở trung nguyên. 
Người đời sau có thơ khen việc Lưu Bị 3 lần hạ mình tới cầu kiến người hiền tài để dựng nên cơ nghiệp nhà Thục Hán:
| “ | Giặc Hán rành chia bận cõi lòng Đường đường Hoàng thúc tới lều tranh Ai hay một chốc lời tâm sự Năm chục năm tròn giữ giang sơn | ” |

#### Quan hệ với Lưu Biểu
Ban đầu, Lưu Biểu trọng đãi Lưu Bị, nhưng sau đó tỏ ra đề phòng. Có ý kiến cho rằng, Lưu Bị có hùng tâm, thường chiêu tập nhiều hào kiệt ở Tân Dã khiến Lưu Biểu nghi ngờ, lo ngại Lưu Bị sẽ chiếm cơ nghiệp của mình, nên muốn sát hại Lưu Bị. Lưu Biểu mở tiệc mời Lưu Bị tới, sai Khoái Việt và Sái Mạo chuẩn bị ra tay, nhưng Lưu Bị cảm thấy bất an, bèn lấy cớ đứng dậy ra nhà tiêu và lên ngựa đích lư chạy trốn. Quân Sái Mạo đuổi theo, Lưu Bị chạy tới suối Đàn Khê rất rộng khó vượt qua. Nhưng đúng lúc đó ngựa đích lư bất thần tung vó nhảy qua được suối lớn cứu ông thoát nạn, khiến quân Sái Mạo không thể bắt được ông.
Tuy nhiên có ý kiến khác phản bác, cho rằng vụ nhảy ngựa Đàn Khê là không có thật, vì Lưu Bị đang ở nhờ Lưu Biểu, lực lượng rất ít ỏi; nếu Lưu Biểu thực sự có ý định hại chết Lưu Bị, thì không thể để Lưu Bị yên thân suốt 2 năm sau đó ở Tân Dã. Các sử gia đi đến kết luận rằng: Lưu Biểu cảnh giác một con người có hùng tâm như Lưu Bị nhưng không định làm hại mà chỉ hậu đãi bên ngoài, bên trong không thật tin dùng.
Năm 208, Tào Tháo đã diệt xong anh em họ Viên, hoàn toàn làm chủ miền bắc và khởi đại quân đi đánh Kinh châu. Đúng lúc đó Lưu Biểu tuổi cao lâm bệnh nặng. Trong Tam quốc chí, Tiên chủ truyện cho rằng lúc đó Lưu Biểu gọi Lưu Bị đến muốn ông tiếp quản Kinh châu, nhưng ông từ chối vì không muốn làm điều bất nghĩa. Sử gia Bùi Tùng Chi khi chú giải Tam quốc chí và các sử gia sau này thống nhất cho rằng điều này không hợp lý vì những lý do sau:
1. Lưu Biểu vốn luôn nghi ngại Lưu Bị, khi còn sống đã không thân tình, chỉ đối xử tốt bề ngoài
2. Cả hai vợ chồng Lưu Biểu và Sái phu nhân đều đã cùng nhau thống nhất chọn con thứ Lưu Tông kế vị ở Tương Dương
3. Theo Hậu Hán thư, Lưu Biểu truyện, khi Lưu Biểu bệnh nặng, con lớn Lưu Kỳ từ Giang Hạ về Tương Dương thăm cha bị phe Sái Mạo ngăn trở đuổi đi. Điều đó cho thấy khi Lưu Biểu bị bệnh nặng đã hoàn toàn bị phe họ Sái khống chế bao bọc, ngay cả Lưu Kỳ cũng không thể tiếp cận Lưu Biểu, Lưu Bị lại càng không thể gặp Lưu Biểu trong lúc đó.

Tam quốc chí, Tiên chủ truyện còn dẫn một tình tiết khác: Lưu Bị sau này đã nói với mọi người: "Lúc lâm chung Lưu Kinh châu đã gửi con cho ta" khi ông "mượn" Kinh châu của Đông Ngô làm địa bàn phát triển thế lực. Nhưng các sử gia cho rằng lời nói này của Lưu Bị có 2 khả năng:
1. Đây chỉ là lời nói dối nhằm hợp pháp hoá việc nắm giữ Kinh châu trong cuộc chiến chống Tào - Tôn
2. Dù Lưu Bị có thể gặp Lưu Biểu trong lúc lâm chung, thì với sự lo ngại vốn có, Lưu Biểu đề nghị ông tiếp quản Kinh châu chỉ là lời thăm dò, không thực lòng. Ngược lại, chính Lưu Bị cảm nhận sự không thực lòng của Lưu Biểu, mặt khác xung quanh Lưu Biểu khi đó là thế lực của họ Sái, do đó Lưu Bị dày dặn kinh nghiệm biết mình không thể mạo hiểm nhận ấn Kinh châu mục và tìm cách từ chối. Lời từ chối đó cũng không phải thực lòng không muốn nhận (vì trước đó Gia Cát Lượng đã cực lực đề nghị ông phải lấy Kinh châu làm căn cứ và ông nhận thức rõ đề nghị này là đúng đắn), thực chất cả người nhường và người từ chối đều không nói thực bụng.

## Tự lập ở Kinh châu

### Giao tranh với Tào Tháo ở Đương Dương Tràng Bản
Tháng 9 năm 208, Lưu Biểu qua đời giữa lúc quân Tào đang áp sát Kinh châu. Thấy quân Tào lại gần, Lưu Bị vẫn chưa biết Lưu Biểu đã chết, vội bỏ Tân Dã rút về Phàn Thành và sai sứ cấp báo về Tương Dương cho Lưu Biểu.
Con út Lưu Biểu là Lưu Tông được lập lên kế vị làm Châu mục Kinh châu. Theo lời khuyên của Sái Mạo, Khoái Việt và Phó Huấn, Lưu Tông quyết định đầu hàng Tào Tháo, nhưng không dám báo ý định này cho Lưu Bị biết. Tào Tháo tiếp nhận thư hàng của Lưu Tông, liền thúc quân tiến vào Uyển Thành thuộc quận Nam Dương. Lúc đó Lưu Tông mới sai Tống Trung sang Phàn Thành báo cho Lưu Bị biết.
Nghe lệnh của Lưu Tông bắt mình phải cùng hàng Tào Tháo, Lưu Bị kinh ngạc và tức giận, quát đuổi Tống Trung. Biết mình không thể lấy lực lượng nhỏ ở Phàn Thành để chống đại quân Tào, Lưu Bị cùng Gia Cát Lượng, Từ Thứ dẫn các tướng sĩ bỏ chạy về phía nam. Ông sai Quan Vũ mang 1 vạn quân thủy, rút về Giang Hạ để hợp binh với Lưu Kỳ đang trấn thủ tại đây; còn Lưu Bị đi cùng Gia Cát Lượng, Từ Thứ, Triệu Vân, Trương Phi và đại bộ phận các tướng văn võ với cánh quân bộ qua Tương Hà, định đi tới chỗ hiểm yếu Giang Lăng là nơi chứa lương thực và vũ khí của Kinh châu. Hơn 10 vạn dân Kinh châu không muốn hàng Tào Tháo cũng đi theo đoàn quân bộ của Lưu Bị.
Tam quốc diễn nghĩa kể rằng Gia Cát Lượng bắt đầu trổ tài dùng binh, đánh bại quân Tào 2 trận ở Bác Vọng và Tân Dã. Thực ra, trận Bác Vọng là do Lưu Bị tự đánh vào năm 204, còn trận Tân Dã không có thật. Ngoài ra Tam Quốc diễn nghĩa còn hư cấu rằng Từ Thứ ra đi mới tiến cử Gia Cát Lượng. Thực tế hai người cùng cộng sự dưới trướng Lưu Bị trong nửa năm.
Khi đi ngang qua Tương Dương, nhiều quan lại và dân chúng quyết định chạy nạn theo Lưu Bị. Gia Cát Lượng bèn khuyên ông đánh úp Tương Dương, chắc chắn Lưu Tông sẽ không chống đỡ nổi, nhưng ông không nghe theo, chỉ nói vọng vào thành mấy câu trách Lưu Tông rồi tiếp tục đi về phía nam. Hàng vạn dân Kinh châu ở khu vực Tương Dương cũng sợ bị Tào Tháo tàn sát nên bỏ Lưu Tông theo Lưu Bị, vì vậy số người đi theo ông về phía nam lên tới hơn chục vạn, với hàng ngàn cỗ xe.
Tào Tháo tiến thẳng tới thủ phủ Tương Dương để tiếp nhận Lưu Tông đầu hàng. Lại nghe tin Lưu Bị đã đi Giang Lăng, Tào Tháo vội lấy 5000 quân kỵ binh tinh nhuệ, sai em họ là Tào Thuần chỉ huy cùng đi, cấp tốc đuổi theo, mỗi ngày đêm đi được 300 dặm.
Lưu Bị dẫn đám đông quân lẫn với dân, chạy loạn rất lộn xộn, không thành hàng ngũ, lại không thể đi nhanh dù biết Tào Tháo đang truy kích. Mỗi ngày đoàn quân của ông chỉ đi được hơn 10 dặm. Phía trước còn 300 dặm đường mới tới Giang Lăng. Lưu Bị phải bố trí lại lực lượng, sai Trương Phi mang 2000 quân mã chặn hậu, Triệu Vân dẫn vài trăm quân hộ vệ gia quyến; còn ông cùng Gia Cát Lượng và Từ Thứ dẫn quân chủ lực bảo vệ dân tị nạn. Có người khuyên ông dẫn quân khinh kỵ đi trước tới Giang Lăng, nhưng ông nhất định không bỏ dân chúng, cho rằng muốn làm việc lớn phải lấy dân làm gốc.
Các sử gia chỉ ra sự khác nhau trong quan niệm "lấy dân làm gốc" thời Lưu Bị và sau này. Quan điểm thời đó không coi dân là "căn bản" mà coi dân là "vốn liếng", là có những người bên cạnh sử dụng, sai khiến.
Tào Tháo thúc quân khinh kỵ ngày đêm đuổi riết. Khi Lưu Bị đi tới Đương Dương – Tràng Bản thì quân Tào đuổi tới nơi, đụng độ với hậu đội của Lưu Bị do Trương Phi chỉ huy. Quân Tào đông hơn nhiều lại tinh nhuệ, đã đánh tan hậu đội của Trương Phi và tấn công vào quân chủ lực của Lưu Bị cùng dân chúng.
Quân Lưu Bị tuy đông hơn quân Tào, nhưng do phải dàn trải để canh giữ cho dân chạy nạn nên không thể tổ chức thành đội ngũ chỉnh tề để nghênh chiến, bị Tào Tháo tấn công dữ dội nên tan vỡ. Lưu Bị thất bại nặng nề, cùng Gia Cát Lượng, Từ Thứ, Trương Phi và mấy chục khinh kỵ bỏ chạy thoát thân, bỏ lại toàn bộ quân trang nặng, gia quyến và dân chúng.
Quân dân Lưu Bị thua chạy tan tác mỗi người một nơi. Lưu Bị lạc mất Triệu Vân, nhiều người nói Triệu Vân đã bỏ sang hàng Tào nhưng Lưu Bị một mực tin tưởng Triệu Vân trung thành với mình. Ông sai Trương Phi mang 20 kỵ binh đi chặn hậu, ngăn cản quân Tào. Quả nhiên sau đó Triệu Vân đột phá vòng vây, cứu được Cam phu nhân và A Đẩu về. Lưu Bị vô cùng cảm kích.
Tam quốc diễn nghĩa mô tả việc Triệu Vân phá vây cứu A Đẩu rất ly kỳ hấp dẫn. Bà vợ Lưu đi cùng A Đẩu lại không phải Cam phu nhân (mẹ đẻ A Đẩu) mà là My phu nhân (vợ thứ Lưu Bị). My phu nhân trao A Đẩu cho Triệu Vân rồi tự sát để khỏi vướng chân ông. Khi trở về, Lưu Bị đã vứt A Đẩu xuống đất mắng: "Vì mày suýt nữa ta mất một đại tướng!".
Quân Tào Thuần truy kích đuổi đến nơi. Một mình Trương Phi hùng dũng đứng trên cầu cầm xà mâu, không ai trong quân Tào dám tiến lên giao phong. Nhờ đó Lưu Bị cùng các thủ hạ chạy thoát đến Hán Tân.

### Liên minh với Tôn Quyền đánh trận Xích Bích

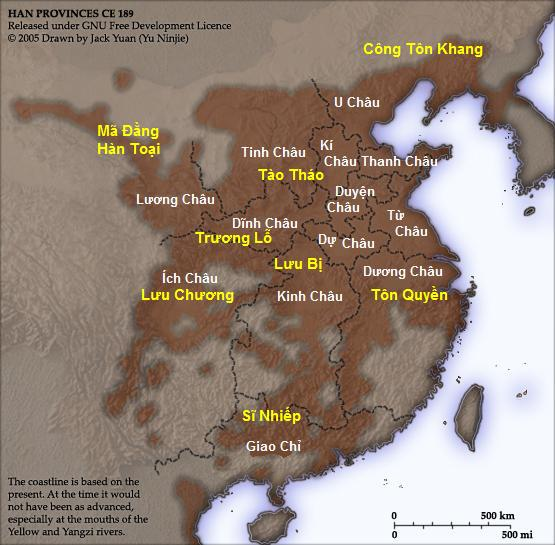
Cục diện Trung Quốc sau trận Xích Bích

Tào Tháo lấy mục tiêu chiếm Giang Lăng làm đầu, nên thúc quân tiến đến nắm giữ nơi đó, bỏ Lưu Bị không truy sát nữa. Do Tào Tháo đã chặn đường đi Giang Lăng, Lưu Bị chỉ còn cách đi sang phía đông để hội quân với Quan Vũ và Lưu Kỳ ở Hạ Khẩu. Thất bại Đương Dương Tràng Bản khiến lực lượng Lưu Bị bị tổn hại nặng nề, mất nhiều người và binh khí, quân trang.
Đúng lúc đó sứ giả của Tôn Quyền là Lỗ Túc cũng sang Kinh châu để thăm dò tình hình. Nghe tin quân Tào đã chiếm Kinh châu và Lưu Bị chạy đến Đương Dương, Lỗ Túc vội ngày đêm đi gấp tìm đến Đương Dương gặp Lưu Bị, đề nghị liên kết cùng chống Tào Tháo. Gợi ý của Lỗ Túc cũng rất hợp với Long Trung sách mà Gia Cát Lượng đã vạch ra. Vì vậy theo ý kiến của Gia Cát Lượng, ông cử Gia Cát Lượng sang sứ Giang Đông liên kết với Tôn Quyền cùng chống Tào.
Tôn Quyền ngả theo chủ trương của Chu Du và Lỗ Túc, quyết định liên minh với Lưu Bị chống Tào, sai Chu Du, Trình Phổ và Lỗ Túc mang thủy quân tiến về phía tây để hội binh với Lưu Bị.
Trong lúc Khổng Minh còn ở Sài Tang với Tôn Quyền, Lưu Bị phải đối mặt với nguy cơ mới từ phía Tào Tháo. Tào Tháo sau khi sắp đặt xong quân nhu ở Giang Lăng bèn trở lại truy kích Lưu Bị. Theo đề nghị của Lỗ Túc, Lưu Bị mang quân từ Hạ Khẩu về Phàn Khẩu để hội với Chu Du. Quân Tào ngày càng áp sát khiến Lưu Bị lo lắng, ngày ngày sai người ra giữ bến thuyền. Mấy ngày sau, viện binh của Chu Du đến nơi, Chu Du mời Lưu Bị sang doanh trại gặp mặt. Quan Vũ và Trương Phi lo cho ông gặp bất trắc khi một mình đến trại Chu Du, nhưng ông quả quyết phải tự mình đi gặp để kết giao đồng minh chống Tào. Vì vậy, ông một mình lên thuyền lớn ra đi. Các sử gia đánh giá rất cao hành động dũng cảm này của Lưu Bị và khẳng định rằng chính La Quán Trung mượn hình ảnh "một cát (thuyền) tới hội" với Chu Du của Lưu Bị làm mẫu để hư cấu việc sau này Quan Vân Trường "một đao tới hội" với Lỗ Túc (sau trận Xích Bích).
Sợ quân Tào đông đảo, Lưu Bị hỏi số quân Ngô. Khi biết Chu Du chỉ có 3 vạn quân, Lưu Bị tỏ ý lo lắng, nhưng Chu Du đã trấn an ông và tin tưởng mình có thể đánh bại Tào Tháo.
Liên minh hình thành, Chu Du đứng ra gánh vác trách nhiệm chính đương đầu với Tào Tháo. Hai bên đồng tâm cộng tác chống kẻ thù chung. Tháng 12 năm 208, Chu Du dùng hỏa công đốt thủy trại quân Tào ở Xích Bích, Ô Lâm, đại phá quân Tào.
Trong khi quân Ngô tấn công, Lưu Bị cùng các tướng Quan, Trương, Triệu cũng chuẩn bị tác chiến, phối hợp tấn công, truy kích bại binh Tào Tháo. Do lực lượng ít, Lưu Bị tập trung quân vào 2 việc: một là bố trí lực lượng tự vệ phòng khi chiến dịch thất bại, hai là truy kích quân Tào. Với việc truy kích quân Tào, ông bố trí quân đón đánh ở Hoa Dung là ngả đường Tào Tháo chạy từ Ô Lâm về Giang Lăng. Vì binh lực của Lưu Bị ít nên Tào Tháo vẫn đi thoát. Theo sách Sơn Dương công tải ký, khi đến Hoa Dung, Tào Tháo đắc thắng cười Lưu Bị sao không biết phóng hỏa mai phục ở chỗ này. Sau đó quân Lưu Bị nổi lửa xông vào đánh giết nhưng quân Tào đã đi qua.
Trong Tam quốc diễn nghĩa, La Quán Trung đã hư cấu việc Quan Vũ tha cho Tào Tháo đi thoát ở Hoa Dung

### Tranh đoạt Kinh châu với Tôn Quyền
Tào Tháo chạy thoát về Giang Lăng rồi đi Tương Dương, sau đó bố trí Tào Nhân giữ Giang Lăng, Nhạc Tiến giữ Tương Dương, bản thân mình mang đại quân về bắc. Tôn Quyền và Lưu Bị bắt đầu chiến dịch đánh chiếm các thành trì thuộc Kinh châu mà Lưu Biểu để lại, quân Tào mới chiếm. Chu Du và Cam Ninh đóng quân ở Giang Hạ và phụ cận Giang Lăng, Lưu Bị đóng quân ở bờ nam sông Trường Giang đối diện với Giang Lăng. Lưu Bị đắp một tòa thành mới, gọi là thành Công An. Theo kế của Gia Cát Lượng, ông đề nghị Chu Du tấn công nơi trọng yếu Giang Lăng. Chu Du mang đại quân cùng các tướng tấn công, giằng co với Tào Nhân nhiều ngày không phân thắng bại.
Lưu Bị tôn Lưu Kỳ làm Thứ sử Kinh châu, trên danh nghĩa ông dâng biểu về Hứa Xương đề nghị Hán Hiến Đế cho Lưu Kỳ giữ chức vụ đó, không cần quan tâm tới phản ứng của Tào Tháo "nhân danh Hiến Đế" có chấp nhận hay không. Trong lúc Chu Du tác chiến với Tào Nhân ác liệt, năm 209, Lưu Bị nhân danh Lưu Kỳ điều các tướng đi thu phục 4 quận phía nam Kinh châu: Vũ Lăng, Trường Sa, Linh Lăng và Quế Dương. Các thái thú Hàn Huyền (Trường Sa), Kim Toàn (Vũ Lăng), Lưu Độ (Linh Lăng) và Triệu Phạm (Quế Dương) nhanh chóng quy hàng Lưu Bị.
Lưu Bị chiếm được 4 quận, trực tiếp quản lý quận Vũ Lăng, giao cho Gia Cát Lượng thay ông điều phối quân lương của 3 quận kia. Địa bàn của ông khi đó có 4 quận rưỡi (tính cả nửa quận Giang Hạ của Lưu Kỳ), trị sở đặt tại thành Công An.
Ít lâu sau, tướng Tào là Lôi Tự ở quận Lư Giang làm binh biến phản Tào, bị Hạ Hầu Uyên đánh bại, liền mang vài vạn người tới hàng. Những doanh trại cũ của Lưu Biểu ở phía bắc Kinh châu đã nghe theo lời chiêu dụ của Hoàng Trung và Ngụy Diên, lần lượt ly khai Tào Nhân, vượt qua Giang Lăng thuộc quyền cai quản của Chu Du để về theo Lưu Bị.

### Kết thân họ Tôn, "mượn Kinh châu"
Thế lực của Lưu Bị càng mạnh. Tuy nhiên, 4 quận địa bàn nam Kinh châu là những quận nghèo nhất, và địa bàn nam Kinh châu chỉ có vai trò hậu cần, không đóng vai trò chiến lược trong việc thi hành Long Trung sách - tiến sang Ích châu và trung nguyên, do đó Lưu Bị và Gia Cát Lượng phải tính tới việc tiếp cận địa bàn các quận phía bắc Kinh châu.
Chu Du khổ chiến với Tào Nhân suốt 1 năm, tới tháng 12 năm 209, Tào Nhân theo lệnh của Tào Tháo bỏ thành Giang Lăng rút về Tương Dương củng cố lại phòng tuyến. Chu Du tiến vào chiếm giữ Giang Lăng, được Tôn Quyền phong làm Thái thú Nam quận.
Trong năm 209, Lưu Kỳ yểu mệnh qua đời. Lưu Bị tự lập làm Kinh châu mục. Cam phu nhân vợ ông cũng qua đời. Tôn Quyền muốn củng cố liên minh với Lưu Bị, liền gả em gái cho ông. Khoảng giữa tháng 1 đến giữa tháng 2 năm 210), Lưu Bị cưới Tôn phu nhân tại núi Tú Lâm.
Tam quốc diễn nghĩa kể rằng Tôn Quyền theo kế của Chu Du, không thực lòng muốn gả em gái, chỉ muốn mang em gái ra làm mồi nhử Lưu Bị sang Giang Đông để giam lỏng nhằm đoạt mấy quận Kinh châu. Nhưng Gia Cát Lượng tương kế tựu kế, giúp Lưu Bị cưới Tôn phu nhân mang về, khiến Chu Du phẫn uất thổ huyết. Đám cưới được mô tả diễn ra tại chùa Cam Lộ (Trấn Giang), có tham dự của Ngô quốc thái – mẹ kế Tôn Quyền.
Tôn phu nhân là con nhà võ, có tính dũng mãnh như mấy người anh, vì vậy cuộc sống vợ chồng mới của Lưu Bị không thật mặn mà. Tôn phu nhân lại mang theo một đội quân hầu hạ, thường tự ý dắt lính tráng theo hầu diễu võ dương oai, phạm vào pháp luật. Lưu Bị bèn giao cho Triệu Vân giữ chức Tư mã ở Kinh châu, quản lý việc trong cung.
Sau khi lấy em gái Tôn Quyền, ông dâng biểu về Hứa Xương tiến cử Tôn Quyền làm "Hành xa kỵ tướng quân, Từ châu mục". Theo kế của Gia Cát Lượng, Lưu Bị đích thân sang Ngô quận gặp Tôn Quyền để đàm phán nhằm cai quản vùng Giang Lăng làm bàn đạp phát triển thế lực. Hai bên gặp nhau tại Kinh Khẩu thuộc Ngô quận, ông đề nghị họ Tôn cho mượn Nam quận, với danh nghĩa "mượn Kinh châu" để cùng chống Tào Tháo.
Chu Du ở Giang Lăng (thuộc Nam Quận) nghe tin, bèn viết thư cho Tôn Quyền phản đối việc này, đề nghị giữ Lưu Bị lại, dùng mỹ nhân lung lạc, và ly cách với các mãnh tướng Quan Vũ, Trương Phi, điều hai tướng này đi chinh chiến để lợi dụng tài năng của họ. Nhưng Lưu Bị không bị lung lạc. Thấy Tôn Quyền khất việc cho "mượn Kinh châu", ông bèn từ giã trở về Công An, lệnh cho Quan Vũ đóng quân đến gần Giang Lăng gây áp lực, buộc Chu Du phải ngày đêm lo phòng thủ dù đang dưỡng bệnh.
Ít lâu sau, Chu Du qua đời, tiến cử Lỗ Túc lên thay. Vì Lỗ Túc ra sức thuyết phục Tôn Quyền hãy coi trọng liên minh Tôn-Lưu để chống Tào, Tôn Quyền bằng lòng với đề nghị "mượn Kinh châu", tức là giao huyện Giang Lăng cho Lưu Bị.
Lỗ Túc rút quân khỏi Giang Lăng, bàn cho Lưu Bị, đổi lại, Lưu Bị giao phần còn lại của Giang Hạ (mà ông mới tiếp quản từ Lưu Kỳ) cho Tôn Quyền. Địa bàn của Lưu Bị được mở lên phía bắc. Ông cắt mấy huyện phía tây Nam quận lập ra quận Nghi Đô, cho Trương Phi làm Thái thú. Ông phong Quan Vũ làm thái thú Tương Dương, đóng đồn ở Giang Bắc, lại chuyển Trương Phi làm thái thú Nam quận.
Cũng trong thời gian ở Kinh châu, với sự hỗ trợ của Gia Cát Lượng, ông thu nhận thêm sự phục vụ của nhiều nhân tài như Tưởng Uyển, Hách Phổ, Liêu Lập, Mã Lương, Mã Tốc, Trần Chấn... trong đó nổi bật nhất là Bàng Thống từ Đông Ngô sang.

## Lập nghiệp ở Ích châu

### Tranh đường khởi sự với Tôn Quyền
Chiến lược phát triển của cả Lưu Bị và Tôn Quyền đều coi Ích châu của Lưu Chương là vùng đất phải lấy. Trước khi qua đời, Chu Du đã hiến kế cùng Tôn Du đi đánh vào chiếm đất Thục, rồi diệt luôn Trương Lỗ; liên kết với Mã Siêu cùng chống Tào Tháo. Các sử gia cho rằng kế của Chu Du bên ngoài là đối địch với Tào Tháo, bên trong là ngầm thanh toán Lưu Bị, vì đi đánh Thục sẽ đi ngang qua địa bàn Lưu Bị.
Lưu Bị và Gia Cát Lượng phải ra sức ngăn cản Tôn Quyền thi hành kế của Chu Du. Trong lúc vẫn chưa "mượn" được Giang Lăng của Tôn Quyền, Lưu Bị nghe theo kế của Ân Quán, nhân danh xót thương Lưu Chương là người cùng trong tông thất, một mặt dùng lễ viết thư xin Tôn Quyền tạm thời đừng ra quân, mặt khác ông sai Quan Vũ ra đóng quân ở Giang Lăng, Trương Phi đóng quân ở Tỷ Quy, còn mình tự cầm quân ra Chiêm Lăng, có ý bảo vệ cho Lưu Chương. Tôn Quyền biết bèn lệnh cho Tôn Du tạm hoãn binh chưa cử động.
Chu Du đang trên đường về Giang Lăng chuẩn bị khởi binh thi hành kế đánh Thục được Tôn Quyền đồng tình thì lâm bệnh mất. Do tác động của Lỗ Túc muốn củng cố liên minh chống Tào, Tôn Quyền thực hiện giao ước đổi Giang Lăng lấy Giang Hạ rồi lệnh cho Tôn Du lui binh về Giang Đông.

### Sự trợ giúp của Trương Tùng và Pháp Chính
Ở Ích châu, Lưu Chương có 3 mối lo: thù với Trương Lỗ, sự đe dọa của Tào Tháo và sự chống đối của các thế lực bản địa người Thục vẫn chưa thực sự phục tùng cha con Lưu Chương. Hai thủ hạ của Lưu Chương là Trương Tùng và Pháp Chính có cảm tình với Lưu Bị, không muốn thờ Lưu Chương kém cỏi, nên ra sức thuyết phục Lưu Chương dựa vào Lưu Bị để tự cường.
Vì vậy nhân bị Tào Tháo coi thường khi đi sứ, Trương Tùng trở về Thục đúng lúc vừa diễn ra trận Xích Bích bèn khuyên Lưu Chương đổi thái độ với Tào Tháo. Sau đó cũng theo sự tiến cử của Trương Tùng, Lưu Chương cử Pháp Chính qua lại thành Công An gặp Lưu Bị để liên hợp chống Tào, lại sai Mạnh Đạt mang vài ngàn binh mã tới cho Lưu Bị sai khiến.
Do sự ca ngợi của Pháp Chính, Lưu Chương rất tin Lưu Bị có tài và nhân đức. Năm 211, Tào Tháo sau khi đánh bại Mã Siêu và Hàn Toại đã sai Chung Do và Hạ Hầu Uyên chuẩn bị binh mã để tấn công Trương Lỗ ở Ích châu. Điều đó khiến Lưu Chương càng sợ hãi, bèn nghe theo Trương Tùng, lại sai Pháp Chính sang Kinh châu mời Lưu Bị mang quân vào Tây Xuyên.

### Tiến vào Ích châu
Được lời mời của Lưu Chương qua Pháp Chính, được sự tán đồng của Bàng Thống và Gia Cát Lượng, Lưu Bị coi đây là thời cơ tốt để tiến vào Ích châu. Mùa đông năm 211, Lưu Bị khởi binh đi Ích châu. Theo đề nghị của Gia Cát Lượng, để tránh bị Lưu Chương nghi ngờ, Lưu Bị mang theo không nhiều quân, và dùng những tướng mới gia nhập sang Xuyên.
Bộ chỉ huy tây chinh gồm có mưu sĩ mới Bàng Thống, 2 hàng tướng Hoàng Trung, Ngụy Diên và chưa tới 1 vạn quân, với sắp xếp để Hoàng Trung đi tiền quân, Lưu Bị tự đi trung quân cùng Lưu Phong và Quan Bình, Ngụy Diên đi hậu quân. Các sử gia đánh giá cao sự táo bạo của Lưu Bị trong việc mang theo một lực lượng mỏng và hầu hết là những người mới theo hàng, vì nếu Lưu Chương chủ động trở mặt trước thì Lưu Bị sẽ gặp nguy hiểm.
Lưu Bị giao cho Quan Vũ ở lại trấn thủ Kinh châu, đóng tại Giang Lăng, giúp việc là Gia Cát Lượng, Trương Phi đóng quân phòng thủ mặt sông Trường Giang, còn Triệu Vân nắm binh ở Công An.
Phía Tôn Quyền, tướng Tôn Du đã rút quân về Giang Đông chưa lâu thì nghe tin Lưu Bị mang quân lên đường tiến vào Tây Xuyên. Thấy mình bị Lưu Bị lừa gạt, Tôn Quyền bực tức chửi ầm ĩ.
Để tránh bị người Thục nghi ngờ, Lưu Bị đóng trung quân ở Điếm Giang. Mạnh Đạt theo lệnh của Lưu Chương, ra Phù Thành cách Thành Đô 360 dặm nghênh đón ông. Sau đó Lưu Chương mang 3 vạn quân hỗn hợp kỵ binh và bộ binh ra đón tiếp. Hai người hội ngộ. Pháp Chính và Bàng Thống ngầm khuyên ông nên bất ngờ bắt giết Lưu Chương để đoạt Ích châu, nhưng Lưu Bị không đồng tình, vì mới vào cõi phải lấy lòng người, không thể làm việc bất nghĩa.

### Trở mặt đánh Lưu Chương
Sau đó Lưu Chương cấp cho ông quân sĩ cùng rất nhiều quân trang, vật tư, lại giao cả cánh quân của 2 tướng Cao Bái, Dương Hoài ở Bạch Thủy cho ông điều động, giục ông lên phía bắc đánh Trương Lỗ rồi trở về Thành Đô.
Lưu Bị có tổng số quân lên 3 vạn, nhưng theo kế của Bàng Thống, vẫn lưu lại Hà Manh nhằm mục đích ban bố ân đức lấy lòng người Thục bản địa, không hành động gì suốt 1 năm.
Dương Hoài và Cao Bái ở Bạch Thủy báo cho Lưu Chương việc Lưu Bị án binh không tiến lên phía bắc khiến Lưu Chương bắt đầu nghi ngờ. Đúng lúc đó, giữa tháng 1 đến giữa tháng 2 năm 213), Tào Tháo nam chinh đánh Tôn Quyền, Tôn Quyền cầu cứu Lưu Bị chi viện. Lưu Bị bèn viết thư cho Lưu Chương, khẩn khoản nói phải cứu đồng minh Tôn Quyền và bảo vệ Kinh châu, xin cấp 1 vạn quân nữa. Lưu Chương nghi ngờ ông, nên giảm nửa số vật tư lương thảo đề nghị, và chỉ cho 4000 quân. Lưu Bị được số quân lương của Lưu Chương, liền truyền tin chuẩn bị nhổ trại lên đường về Kinh châu trợ chiến Tôn Quyền.
Các sử gia đánh giá rằng không kết luận được Lưu Bị tuyên bố về đông là thật hay chỉ để đánh lừa Lưu Chương, nhưng điều đó khiến Trương Tùng ở Thành Đô hốt hoảng, sợ ý định rước Lưu Bị thay Lưu Chương đổ vỡ, vội viết thư cho Lưu Bị đề nghị ông hãy ở lại. Bức thư đó bị anh Trương Tùng là Trương Túc biết được, bèn đi tố cáo với Lưu Chương. Lưu Chương bèn bắt giết Trương Tùng.
Trong khi tin Trương Tùng chết còn chưa truyền tới chỗ Lưu Bị và ải Bạch Thủy, Bàng Thống giục ông phải hành động, vì Lưu Chương đã tỏ ra nghi ngờ nên mới cấp ít quân lương. Trong 3 kế của Bàng Thống đưa ra, ông dùng trung sách, vẫn thân thiện với Dương Hoài và Cao Bái, triệu tập 2 người đến bàn việc quân. Hai tướng trấn giữ Bạch Thủy chưa biết lệnh mới của Lưu Chương nên đến trại Lưu Bị. Ông lập tức bắt giữ hai tướng và trách cứ Lưu Chương bội ước cấp ít quân, rồi nhân lý do đó đánh chiếm ải Bạch Thủy.

### Đánh chiếm Bồi Thành
Sau khi chiếm Bạch Thủy, Lưu Bị bắt các tướng sĩ tại đây phải để lại gia quyến làm con tin, rồi điều họ đi cùng Hoàng Trung, Trác Ưng làm tiên phong đi đánh Bồi Thành. Lưu Chương bèn sai Trương Nhiệm cùng các tướng Lưu Quý, Ngô Ý, Lãnh Bào, Đặng Hiền ra kháng cự.
Tin Trương Tùng chết truyền đến khiến Lưu Bị buộc phải công khai đẩy mạnh chiến tranh với Lưu Chương. Ông sai mang Dương Hoài và Cao Bái ra giết chết. Hoàng Trung tiến đến Miên Trúc, tướng Ích châu là Ngô Ý lập tức đầu hàng. Quân Trương Nhiệm thiếu chuẩn bị nên bị đánh tan tác. Lưu Bị chiếm được Bồi Thành, Trương Nhiệm phải rút chạy về phía nam lập trận tuyến phòng thủ.
Lưu Chương sai tướng Lý Nghiêm mang quân ra tiếp ứng cho Trương Nhiệm. Lý Nghiêm vốn là đồng hương của Pháp Chính và Mạnh Đạt nên cũng có thiện cảm với Lưu Bị. Do sự thuyết phục của Pháp Chính và sau đó là Bàng Thống, khi ra mặt trận, Lý Nghiêm và Phí Quan lập tức quy hàng Lưu Bị, khiến quân Ích châu càng sa sút tinh thần chiến đấu.
Trương Nhiệm cô thế phải rút về Lạc Thành, phòng giữ các nơi hiểm yếu. Lưu Chương nghe tin Hoắc Tuấn báo về, bèn phát binh bao vây Hà Manh, cắt đứt đường tiếp viện của Lưu Bị. Lưu Bị không thể đánh hạ được Lạc Thành, lại bị vây từ phía sau, tình hình khá nguy hiểm. Mùa hè năm 213, Lưu Bị bèn bí mật sai người theo đường thủy về Giang Lăng hạ lệnh điều động Trương Phi, Triệu Vân và Gia Cát Lượng vào Ích châu trợ chiến, hẹn hội binh ở Thành Đô. Quan Vũ ở lại trấn thủ Kinh châu.

### Hạ Lạc Thành, chiếm Thành Đô

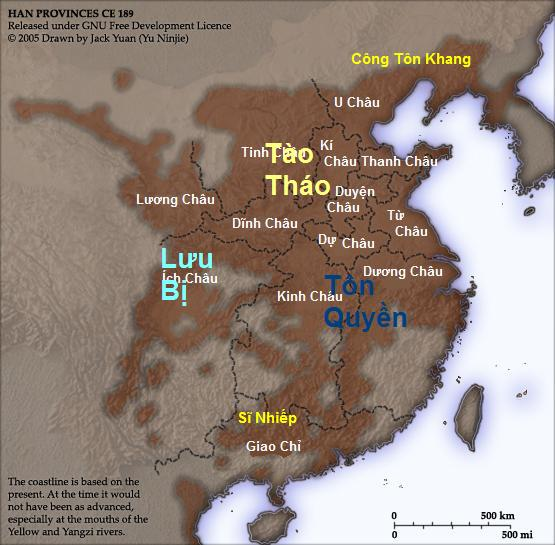
Cục diện Trung Quốc năm 215

Từ cuối năm 213, quân Kinh châu tiếp ứng của Trương Phi, Triệu Vân chia làm 2 đường: Trương Phi và Gia Cát Lượng đi đường phía bắc, Triệu Vân đi đường phía nam. Tham gia còn có các văn thần Tưởng Uyển, Giản Ung. Cả hai cánh quân cùng giành thắng lợi liên tiếp.
Mùa hè năm 214, các cánh quân Kinh châu đều thắng trận. Lưu Bị nghe tin Trương Phi và Gia Cát Lượng đã đánh đến phía đông và phía bắc Thành Đô, còn Triệu Vân phá được Kiện Vi, bèn cùng Bàng Thống chia đường tấn công Lạc Thành. Bàng Thống dẫn một cánh quân dụ được tướng giữ thành là Trương Nhiệm ra khỏi Lạc Thành. Trương Nhiệm kéo ra phía nam, đóng quân ở Nhạn Kiều. Lưu Bị bèn chặt đứt đường về của Trương Nhiệm, còn Bàng Thống dẫn quân quay lại đánh Trương Nhiệm ở Nhạn Kiều. Bàng Thống bị trúng tên và tử trận. Lưu Bị đánh bại và bắt sống Trương Nhiệm. Vì Trương Nhiệm không chịu hàng nên Lưu Bị sai mang chém.
Ba cánh quân Kinh châu đã bao vây sáp Thành Đô. Cùng lúc đó, Mã Siêu ở Lương châu đã bị Tào Tháo đánh bại 2 lần, phải đến Hán Trung đầu hàng Trương Lỗ. Biết Mã Siêu bất mãn với Trương Lỗ, Lưu Bị bèn sai Lý Khôi đến Hán Trung ngầm liên kết với Mã Siêu. Mã Siêu bèn bỏ trốn sang đất Thục theo về Lưu Bị.
Pháp Chính viết thư cho Lưu Chương khuyên nên đầu hàng. Lưu Chương không chịu. Lưu Bị bèn sai Mã Siêu cầm quân đánh Thành Đô, cho quân đổi áo theo trang phục người Hồ ở Lương Châu, khiến người Thành Đô tưởng là đội quân Tây Lương thiện chiến của Mã Siêu. Lưu Chương nghe tin quân Mã Siêu mạnh mẽ lợi hại, bèn thôi ý định chống cự, mở cửa thành ra hàng.
Lưu Bị tiếp nhận sự đầu hàng của Lưu Chương, đưa về an trí cùng gia quyến tại thành Công An, cho Lưu Chương giữ nguyên ấn Chấn uy tướng quân mà Tào Tháo từng nhân danh Hán Hiến Đế phong Lưu Chương.
Tam quốc diễn nghĩa kể rằng Lưu Chương cầu viện Trương Lỗ. Trương Lỗ sai Mã Siêu đi cứu Tây Xuyên, ác chiến với Trương Phi. Vì Trương Lỗ tin dùng gian thần Dương Tùng, đẩy Mã Siêu vào thế bí, Lưu Bị mới sai Lý Khôi đến làm thuyết khách khuyên Mã Siêu hàng. Mã Siêu nhận lệnh của Lưu Bị, cầm quân đi đánh Thành Đô. Lưu Chương không biết Mã Siêu theo Lưu Bị, bèn chuẩn bị nghênh đón. Nghe Mã Siêu tuyên bố đã theo Lưu Bị, Lưu Chương tuyệt vọng mở cửa thành đầu hàng.
Lưu Bị đưa Lưu Chương ra an trí tại thành Công An, tự xưng làm Châu mục Ích châu, phong cho Trương Phi làm thái thú Ba Tây, Lý Nghiêm làm thái thú Kiện Vi, Phí Quan làm thái thú Ba quận, Đổng Hòa làm thái thú quận Ích châu (quận tại Vân Nam hiện nay). Phần lớn các tướng sĩ đất Thục quy hàng ông.

## Thỏa thuận mới về Kinh châu
Từ khi Lưu Bị vào Tây Xuyên, tình hình Kinh châu không yên ổn. Việc Lưu Bị lừa Tôn Quyền để điều quân vào đánh Lưu Chương khiến họ Tôn rất tức giận. Quân Tôn Ngô và quân Quan Vũ thường có xô xát ở vùng giáp ranh. Sau đó Tôn Quyền sai người sang Kinh châu đón Tôn phu nhân về, và định mang theo cả A Đẩu con trai ông. Nhờ có Triệu Vân kịp thời ngăn chặn nên giữ được A Đẩu, còn Tôn phu nhân trở về Giang Đông.
Năm 214, nhân lúc Lưu Bị điều động thêm nhiều quân cùng các tướng giỏi như Gia Cát Lượng, Triệu Vân và Trương Phi, Tôn Quyền bèn sai Lỗ Túc và Lã Mông đánh mấy quận Kinh châu trong tay Quan Vũ. Quân Đông Ngô đánh chiếm 3 quận Linh Lăng, Quế Dương, Trường Sa. Quan Vũ chỉ còn giữ được Nam Quận (Giang Lăng), Nghi Đô và quận Vũ Lăng.
Tình hình Kinh châu rất căng thẳng. Năm 215, Lưu Bị ở Ích châu được tin, vội mang 5 vạn quân ra thành Công An thuộc quận Vũ Lăng, sai Quan Vũ mang quân đi đánh Lã Mông và Lỗ Túc. Cùng lúc, Tôn Quyền cũng đích thân từ huyện Kinh tới Lục Khẩu và sai Lỗ Túc tiến đến Ích Dương.
Hai bên chiến sự giằng co. Giữa lúc đó có tin đại quân Tào Tháo tiến vào Hán Trung đánh Trương Lỗ, Tây Xuyên bị uy hiếp. Thấy tình hình bất lợi và không thể dùng vũ lực đoạt lại các quận đã mất, Lưu Bị đành phải nhượng bộ Tôn Quyền, đề nghị chính thức công nhận chủ quyền 3 quận Linh Lăng, Quế Dương, Trường Sa cho Đông Ngô, xin đổi lấy Nam quận. Tôn Quyền chấp thuận giảng hòa, phân chia lại Kinh châu, hai bên lấy sông Tương Thủy làm ranh giới. Tôn Quyền tiếp tục công nhận phần nửa Nam quận và trả lại quận Linh Lăng cho Quan Vũ; đổi lại Quan Vũ chính thức giao lại quận Trường Sa và Quế Dương cho Tôn Quyền. Như vậy địa bàn Kinh châu của Quan Vũ từ năm 215 chỉ gồm có các quận Vũ Lăng, Linh Lăng, Nghi Đô và nửa Nam quận là Giang Lăng.

## Cơ nghiệp ở Ích châu

### Đánh chiếm Đông Xuyên
Lưu Bị đánh chiếm Tây Xuyên khiến Tào Tháo phải tính đường đối phó. Tào Tháo dự định đánh chiếm Hán Trung (Đông Xuyên) của Trương Lỗ, sau đó xuôi theo sông Hán Thủy xuống phía nam đánh Ích châu để trừ Lưu Bị. Năm 215, trong lúc Lưu Bị đang đối đầu với Tôn Quyền ở Giang Lăng thì Tào Tháo tiến vào Hán Trung.
Lưu Bị vội thỏa hiệp với Tôn Quyền để trở về Tây Xuyên. Trương Lỗ bị Tào Tháo đánh bại, mang quân chạy về huyện Ba Trung. Tây Xuyên bị uy hiếp. Viên tướng mới hàng là Hoàng Quyền khuyên Lưu Bị nên khẩn cấp điều quân ra phòng thủ 3 quận Ba Tây, Ba Thục và Ba Trung trước nguy cơ Trương Lỗ xâm nhập. Lưu Bị nghe theo, bèn sai Hoàng Quyền làm hộ quân, dẫn đầu các tướng đón đánh Trương Lỗ. Trương Lỗ phải quay về Nam Trịnh xin đầu hàng Tào Tháo.
Nhưng sau đó Tào Tháo lại muốn lui quân về, không nghe theo lời khuyên của Tư Mã Ý nên nhân đà thắng lợi đánh ngay vào Tây Xuyên. Tào Tháo chỉ để lại Hạ Hầu Uyên, Trương Cáp và Đỗ Tập trấn thủ Đông Xuyên. Năm 217, Trương Cáp tiến vào Ba Tây, bị Trương Phi đánh bại ở Ngõa Đẩu, thiệt hại hàng vạn quân.
Khoảng giữa tháng 12 năm 217 đến giữa tháng 1 năm 218), Lưu Bị sai Trương Phi đóng đồn ở Cố Sơn, Ngô Lan cầm quân đóng ở Hạ Bị. Tào Tháo nghe tin bèn sai Tào Hồng và Tào Hưu ra đối địch. Tào Hồng nghe theo Tào Hưu, dồn sức tấn công vào cánh quân của Ngô Lan. Ngô Lan thua trận, bỏ chạy và bị người tộc Đê giết, Trương Phi phải lui quân về.
Lưu Bị quyết tâm đánh chiếm Hán Trung. Khoảng giữa tháng 5 đến giữa tháng 6) năm 218, ông giao cho Gia Cát Lượng trấn giữ Thành Đô, tự mình cùng mưu sĩ Pháp Chính khởi 10 vạn quân đi đánh Hán Trung.
Sau khi thấy cánh quân của Trần Thức và Hoàng Trung giao tranh với Từ Hoảng, Trương Cáp bất lợi, Lưu Bị điều động cánh quân của Triệu Vân đến chi viện. Quân Thục mạnh lên, kéo đến ải Dương Bình. Quân Tào giữ ải yếu nên không giữ nổi. Quân Thục nhanh chóng lấy cửa ải Dương Bình và đóng lại đây.
Khoảng giữa tháng 10 đến giữa tháng 11 năm 218), Tào Tháo khởi đại quân tiến đến Trường An, sẵn sàng nghênh chiến. Sang đầu năm 219, Lưu Bị thúc quân vượt qua sông Miện Thủy (một nhánh của sông Hán Thủy). Lưu Bị đóng quân hạ trại tại núi Định Quân, Hoàng Trung được lệnh cầm một cánh quân mai phục ở phía sau đỉnh núi này.
Tướng Tào là Hạ Hầu Uyên không biết là mưu kế, mang toàn quân tới đánh doanh trại của Lưu Bị. Trong khi hai bên đang xô xát kịch liệt, đột nhiên Hoàng Trung từ trên cao thúc trống đánh xuống, khí thế rất mạnh vào sườn quân Tào. Hoàng Trung chém được Hạ Hầu Uyên và giết được thứ sử Ích châu của Tào Tháo là Triệu Ngung. Quân Tào tham chiến có 5000 người gần như bị tiêu diệt hoàn toàn.
Tào Tháo được tin Hạ Hầu Uyên tử trận, đích thân mang đại quân từ Trường An qua hang Tà Cốc vào Xuyên để quyết chiến. Lưu Bị thấy Tào Tháo mất nguồn lương tại chỗ, phải vận nhiều lương từ xa đến, bèn phái binh đi cướp lương thảo. Sau khi Triệu Vân đánh bại quân Tào một trận bên sông Hán Thủy, Lưu Bị giữ thế phòng thủ không ra giao chiến. Qua hơn 1 tháng khiêu chiến không đánh được trận nào, quân Tào mệt mỏi. Lưu Bị lại sai người lọt vào hàng ngũ quân Tào làm nội ứng, phao tin đồn khiến quân Tào chán nản.
Tháng 6) năm 219 là thời gian mùa hè, trời mưa nhiều khiến quân Tào đông đảo càng mệt mỏi vì vận lương. Tướng hướng đạo bên Tào là Vương Bình bỏ trốn sang đầu hàng Lưu Bị, được ông trọng dụng. Tào Tháo liệu thế không thể thắng được Lưu Bị, đành hạ lệnh lui quân khỏi Hán Trung, để Trương Cáp và Tào Hồng chia nhau đóng đồn ở Trần Thương và Vũ Đô, sai Tào Chân yểm trợ cho Tào Hồng dần dần rút khỏi Vũ Đô.
Để đánh chiếm các vùng đất mới tách ra từ Hán Trung của Trương Lỗ do Tào Tháo phân chia, Lưu Bị sai Mạnh Đạt và Lưu Phong làm tướng tấn công vào Phòng Lăng, Thượng Dung. Thái thú Thượng Dung là Thân Đam và em là Thân Nghi ở Tây Thành đầu hàng. Toàn bộ Ích châu cũ, gồm Tây Xuyên và Đông Xuyên, đã thuộc về Lưu Bị.

### Xưng vương

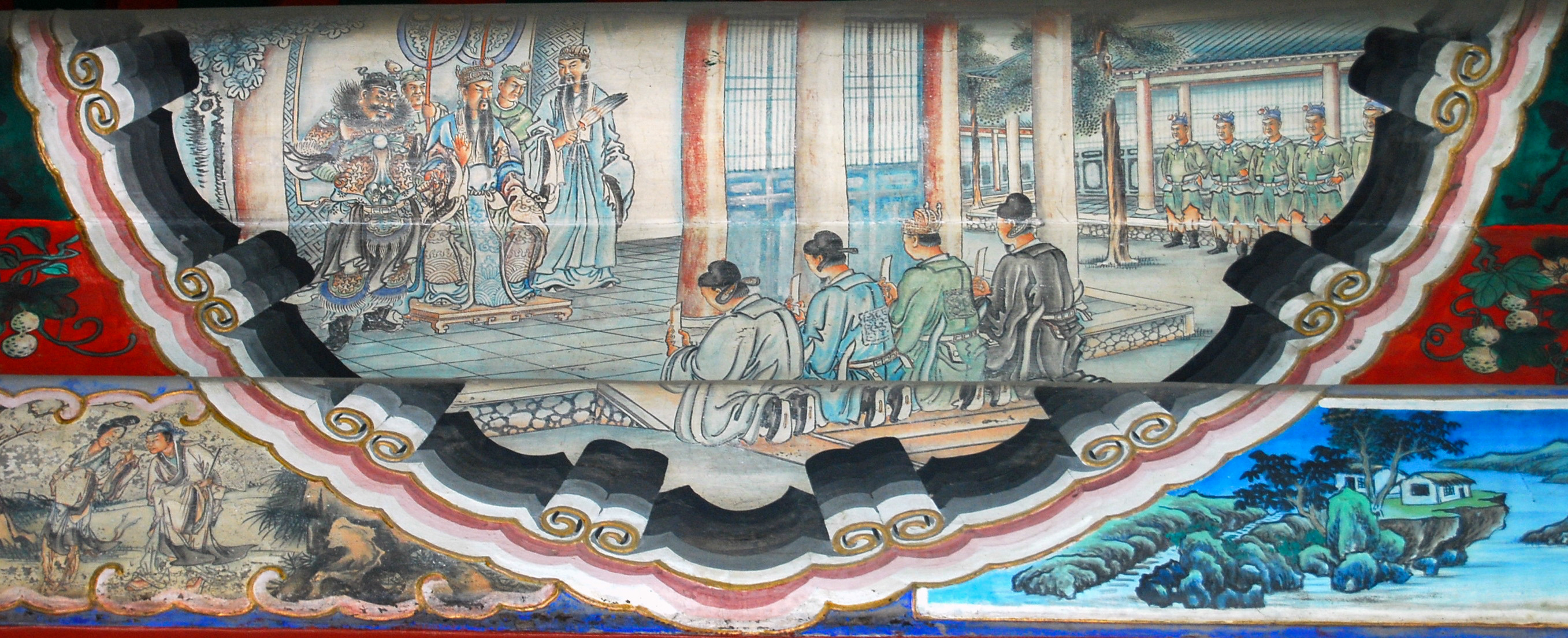
Lưu Bị xưng vương, đứng hầu bên cạnh là Gia Cát Lượng và Trương Phi. Hình vẽ tại dãy Trường Lang của Di Hòa Viên, Bắc Kinh

Sau khi chiếm được Hán Trung và các quận kế cận, thanh thế của Lưu Bị rất lớn. Tháng 8) năm 219, một trăm hai mươi người dưới quyền đứng đầu là Mã Siêu, Hứa Tĩnh, Bàng Hi, Xạ Viện (Tạ Viện), Gia Cát Lượng, Quan Vũ, Trương Phi, Hoàng Trung, Lại Cung, Pháp Chính, Lý Nghiêm... cùng nhau đứng tên làm tờ biểu dâng lên Hán Hiến Đế, đề nghị phong Lưu Bị làm Hán Trung vương, chức Đại tư mã. Về hình thức, Lưu Bị cũng đứng tên làm tờ biểu tâu lên Hán Hiến Đế, nói rằng vì bị quần thần ép xưng vương nên phải thuận theo ý mọi người để cứu nước, thảo phạt Tào Tháo. Các sử gia cho rằng việc Lưu Bị xưng vương có nhiều khả năng tham mưu từ Pháp Chính.
Do Hán Hiến Đế đang ở trong tay Tào Tháo, Lưu Bị và các tướng không chờ công văn phê chuẩn của Hiến Đế, mà trong tháng 8 năm đó tổ chức lễ xưng vương tại Miện Dương. Các tướng đứng hai bên đàn, tôn Lưu Bị đứng lên trên, để một viên quan tuyên đọc bản tấu lên Hán Hiến Đế, chính thức đội mũ miện cho ông và đúc ấn "Hán Trung vương". Các sử gia giải thích rằng sở dĩ Lưu Bị không tổ chức lễ tại Thành Đô mà tới Miện Dương vì nơi này nằm trong quận Hán Trung, cũng là nơi Hán Cao Tổ Lưu Bang khởi nghiệp chống Hạng Vũ, nhằm biểu dương việc nối hương hỏa nhà Hán.
Sau khi xưng vương, Lưu Bị phong Hứa Tĩnh làm Thái phó, Pháp Chính làm Thượng thư lệnh Hộ quân tướng quân, Liêu Lập làm Thị trung, Quan Vũ là Tiền tướng quân, Trương Phi là Hữu tướng quân, Mã Siêu là Tả tướng quân và Hoàng Trung là Hậu tướng quân. Các chức vị của các nhân vật quan trọng khác như Gia Cát Lượng, Triệu Vân không được sử sách nhắc đến.
Sau đó, Lưu Bị và các tướng trở về trung tâm Ích châu là Thành Đô. Ông phong Ngụy Diên làm Thái thú Hán Trung, chức Trấn viễn tướng quân. Quyết định này khiến mọi người kinh ngạc, vì ai cũng nghĩ rằng Hán Trung có vị trí quan trọng như Kinh châu đang do Quan Vũ trấn thủ, Lưu Bị sẽ giao nơi này cho Trương Phi. Các sử gia đánh giá rất cao quyết định dùng Ngụy Diên – một người chưa có danh vọng và địa vị - của Lưu Bị là mạnh dạn, đúng người, và có nguyên nhân sâu xa. Mã Siêu từng là chủ một phương, nếu sai giữ trọng trấn phải đề phòng nổi loạn; Hoàng Trung đã cao tuổi. Sau khi Lỗ Túc mất (217), quan hệ giữa Lưu Bị với Tôn Quyền về vấn đề Kinh châu ngày càng căng thẳng, do đó phải để Trương Phi, Triệu Vân vào việc phía đông, vì vậy đề bạt Ngụy Diên là người thích hợp nhất.
Có ý kiến cho rằng Lưu Bị xưng vương hơi sớm. Lẽ ra ông nên chờ tới khi đánh thắng được Tào Tháo, chiếm được trung nguyên để trung hưng nhà Hán mới thực hiện việc này; việc ông sớm xưng vương khi vừa khuếch trương thế lực và không hề có thỏa hiệp gì thêm với Tôn Quyền khiến Tôn Quyền muốn tiếp tục lôi kéo ông để chống Tào Tháo mà không thể thực hiện được, vì địa vị hai người không còn ngang nhau như trước; Tôn Quyền không còn cảm thấy an toàn với Lưu Bị và quyết định phải có sách lược mới, trở mặt với Lưu Bị.

### Trước biến cố Kinh châu
Ngay sau khi Lưu Bị xưng vương và bản thân được phong làm Tiền tướng quân, Quan Vũ cất quân Giang Lăng đi đánh Tương Dương và Phàn Thành do Tào Nhân trấn giữ
Lưu Bị ở Ích châu liên tiếp nhận tin báo thắng trận của Quan Vũ: Tương Dương và Phàn Thành bị vây bức, đạo quân viện binh của Vu Cấm và Bàng Đức bị tiêu diệt, Quan Vũ tháo nước sông làm Tào Nhân ở Phàn Thành vô cùng nguy khốn, nhiều địa phương phía bắc đã phản Tào hàng Quan Vũ.
Nhưng trong khi Quan Vũ chưa hạ được Tương Phàn thì Tôn Quyền sai Lục Tốn và Lã Mông đánh úp mấy quận Kinh châu của Lưu Bị, My Phương và Phó Sĩ Nhân đầu hàng nộp thành cho Đông Ngô. Khoảng cuối tháng 1 đến cuối tháng 2 năm 220), Quan Vũ bị viện binh của Từ Hoảng đánh bại, chạy về Kinh châu không còn đường, cuối cùng bị Lã Mông bắt giết.
Theo sử gia Hoàng Ân Đồng, Quan Vũ ra quân vì mải mê chiến thắng, cho rằng có thể dễ dàng thắng tiếp Tào Tháo; còn tập đoàn Lưu Bị ở Ích châu không ra lệnh, cũng không ngăn cản, vì tâm lý vừa thắng ở Hán Trung, không lường được thất bại lớn, để mặc cho Quan Vũ hành động.
Lưu Bị không điều quân tiếp ứng cho Quan Vũ được các sử gia lý giải vì trong Ích châu không ngờ tới điều này. Lưu Bị ở Ích châu toàn nghe tin chiến thắng. Từ đó tới khi Quan Vũ bị Từ Hoảng đánh bại và chạy về Mạch Thành diễn biến quá mau chóng, Lưu Bị biết tin cũng không thể cứu ứng kịp nữa. Việc phát động chiến dịch Tương-Phàn mà Quan Vũ đã làm bị các sử gia coi là sai lầm, thất bại này Quan Vũ trực tiếp chịu trách nhiệm, Lưu Bị gián tiếp chịu trách nhiệm của người lãnh đạo, còn Gia Cát Lượng không phải chịu trách nhiệm.
Mất Kinh châu và Quan Vũ là tổn thất lớn cho Lưu Bị. Ông vô cùng oán hận con nuôi Lưu Phong và tướng Mạnh Đạt ở Phòng Lăng đã không đáp ứng yêu cầu xuất quân trợ chiến của Quan Vũ khiến Quan Vũ phải đơn độc chiến đấu với quân Tào rồi đến quân Ngô nên ra lệnh triệu tập 2 người. Khoảng cuối tháng 8 đến cuối tháng 9 năm 220), Mạnh Đạt sợ hãi đầu hàng quân Tào, anh em Thân Đam, Thân Nghi ở Tây Thành và Thượng Dung cũng hàng Tào.
Cùng lúc ở Lạc Dương, Tào Tháo qua đời, Tào Phi lên nối ngôi Ngụy vương, tiếp nhận sự đầu hàng của Mạnh Đạt và Thân Đam. Lưu Phong ở Phòng Lăng không theo hai người hàng Ngụy, bị Thân Đam và Từ Hoảng theo lệnh Tào Phi mang quân tới đánh. Lưu Phong thua trận bỏ chạy về Thành Đô. Lưu Bị lập tức bắt giữ.
Gia Cát Lượng khuyên Lưu Bị nên giết Lưu Phong. Lưu Bị nghe theo và mang Lưu Phong ra xử tử. Ý kiến của các sử gia bàn về việc Gia Cát Lượng khuyên Lưu Bị giết Lưu Phong có khác nhau. Trần Thọ trong Tam Quốc chí cho rằng vì Gia Cát Lượng lo cho tương lai Thục Hán có sự tranh chấp ngôi thừa kế Lưu Bị giữa Lưu Phong (con nuôi) đã trưởng thành và thái tử Lưu Thiện (con đẻ) còn nhỏ. Các sử gia hiện đại không đồng tình với Trần Thọ, cho rằng ngôi thái tử của Lưu Thiện đã lập nên đó không phải sự lo lắng của Gia Cát Lượng, mà Gia Cát Lượng muốn trị tội Lưu Phong vì không nghe lệnh Quan Vũ, khiến Thục Hán đã mất Kinh châu sau đó lại làm mất quận Phòng Lăng.

### Xưng đế

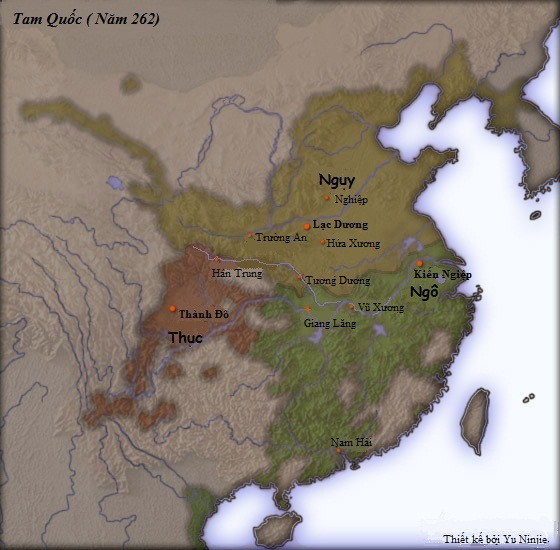
Bản đồ Trung Quốc thời Tam Quốc. Khu vực màu nâu là lãnh thổ nước Thục Hán mà Lưu Bị sáng lập

Mất Kinh châu và Quan Vũ khiến Lưu Bị nóng lòng muốn báo thù Đông Ngô. Tuy nhiên lúc đó lại xảy ra nhiều biến cố. Sau việc mất Mạnh Đạt và Lưu Phong cùng mấy quận phía đông, khoảng cuối tháng 11 đến cuối tháng 12) năm 220, Tào Phi phế truất Hán Hiến Đế cướp ngôi, lập ra nhà Ngụy, tức là Tào Ngụy Văn Đế. Hán Hiến Đế bị giáng làm Sơn Dương công, điều đi quận Sơn Dương.
Khoảng đầu tháng 5 đến đầu tháng 6) năm 221, Lưu Bị và Gia Cát Lượng ở Thành Đô nghe lời đồn đại rằng Hiến Đế đã bị Tào Phi giết hại, bèn phát tang ở Ích châu, truy tôn vua Hán là Hiếu Mẫn hoàng đế. Quần thần đề nghị ông lên ngôi hoàng đế để kế nghiệp nhà Hán. Thái phó Hứa Tĩnh, An Hán tướng quân Mi Trúc, quân sư tướng quân Gia Cát Lượng, Thái thường Lại Cung, Quang lộc huân Hoàng Quyền, Thiếu phủ Vương Mưu dâng tấu rằng:: 
Tào Phi thí chúa soán ngôi, chôn vùi ngôi Hán thất, cướp lấy thần khí, bức hiếp kẻ trung lương, tàn ác vô đạo. Quỷ thần căm giận, đều nghĩ đến họ Lưu. Nay ở trên không có thiên tử, hải nội bàng hoàng, không có chỗ ngóng trông. Quần hạ trước sau dâng sớ hơn tám trăm người, đều nói rõ có điềm lành, và những lời đồ sấm làm chứng cớ rõ ràng... Nay trời cao báo điềm lành, quần nho anh tuấn, đều dẫn sách Hà Đồ-Lạc Thư, cùng lời sấm ký của Khổng Tử, hết thảy đều đủ cả. Chúng thần quỳ xuống kính cẩn suy ngẫm rằng Đại vương là dòng dõi của Trung Sơn Tĩnh Vương Hiếu Cảnh Hoàng Đế, dòng chính dòng phụ trăm đời, thiên địa giáng phúc, đại vương tư thái thần thánh kì vĩ, uy vũ như thiên thần, nhân đức chồng chất trùm đời, ưu ái dân chúng tôn kính kẻ sĩ, vì thế bốn phương dốc lòng theo về... Vậy nên đại vương sớm lên ngôi đế, để tế lễ nhị tổ, nối nghiệp tổ tiên, thì thiên hạ may lắm.
Ông còn do dự thì lại có tin Tôn Quyền đã dâng biểu xưng thần với Tào Phi và được phong làm Ngô vương. Lưu Bị rất tức giận, muốn lập tức khởi binh đánh Đông Ngô. Theo lời khuyên của Gia Cát Lượng, ông tạm gác việc đánh Ngô và làm lễ lên ngôi hoàng đế. Lễ được tiến hành ở phía nam núi Vũ Đương thuộc Thành Đô, lấy quốc hiệu là Hán để kế tục Lưu Hiệp, đặt niên hiệu là Chương Vũ. Từ đó nhà Thục Hán bắt đầu.
Lưu Bị lập Ngô phu nhân (em gái Ngô Ý) làm hoàng hậu, Lưu Thiện làm thái tử, lập con gái của Trương Phi (vợ Lưu Thiện) làm Thái tử phi, các con thứ Lưu Vĩnh làm Lỗ vương, Lưu Lý làm Lương vương. Phần các quan, lúc đó Pháp Chính đã mất, ông phong Gia Cát Lượng làm Thừa tướng, Hứa Tĩnh làm Tư đồ, Trương Phi làm Tư Lệ hiệu úy, Mã Siêu làm Lương châu mục...

### Đánh Đông Ngô
Sau khi chiếm lại các quận Nghi Đô, Nam Quận và Vũ Lăng từ tay Quan Vũ, Tôn Quyền chủ động xưng thần với Tào Tháo nên được Tào Tháo (trước khi mất) thừa nhận làm Châu mục Kinh châu. Bản thân Tôn Quyền lập lại Lưu Chương làm Ích châu mục, sai đóng ở Tỉ Quy để làm tiền đồn chống Lưu Bị. Như vậy Tôn Quyền không thừa nhận địa vị của Lưu Bị ở cả Ích châu lẫn Kinh châu như trước.
Diễn biến đó là Tào và Tôn bắt tay nhau không thừa nhận địa vị của Lưu Bị, khiến ông càng thêm tức giận cùng việc mất Kinh châu và Quan Vũ. Vì vậy sau khi xưng đế, ông quyết tâm đánh Đông Ngô. Bất chấp sự can gián của các tướng như Tần Mật, và nhất là Triệu Vân (nên coi trọng việc đánh Tào Phi hơn là Tôn Quyền), nhưng ông không nghe theo. Tướng Hoàng Quyền cũng khuyên ông không nên mạo hiểm thân chinh mà chỉ cần sai một viên tướng đi đông chinh, bản thân Hoàng Quyền tình nguyện lãnh trách nhiệm đánh Ngô, nhưng Lưu Bị cũng không chịu.
Do thái độ tức giận và kiên quyết của Lưu Bị, không ai dám can gián nữa. Ông giao cho thừa tướng Gia Cát Lượng giúp thái tử Lưu Thiện giữ Thành Đô, đích thân lựa 4 vạn quân, chuẩn bị chọn ngày lên đường.
Tam quốc diễn nghĩa kể rằng Lưu Bị mang hết quân trong nước, tới 70 vạn người đi đánh Ngô.
Các sử gia lý giải việc Lưu Bị không mang nhiều quân đi đánh Ngô có 2 nguyên nhân: 1. Nhân khẩu Ích châu không nhiều tới mức có thể điều động đến 70 vạn người như La Quán Trung nêu trong Tam Quốc diễn nghĩa. 2. Ông phải bố trí số quân đáng kể đề phòng sự xâm phạm của Tào Ngụy.
Trong khi toàn quân đang tập hợp chưa xuất phát thì ông lại mất Trương Phi vì bị các thủ hạ Phạm Cương, Trương Đạt sát hại vào khoảng đầu tháng 6 đến đầu tháng 7) năm 221. Hai người này sang hàng Ngô. Lưu Bị đau đớn, muốn trút hết căm giận lên Tôn Quyền. Tháng 8 năm đó ông hạ lệnh tập trung quân ở Giang châu. Vì Hoàng Trung đã mất, ông để Ngụy Diên và Mã Siêu phòng Tào Ngụy phía bắc, cùng các tướng Mã Lương, Hoàng Quyền, Trình Kỳ, Trương Nam, Ngô Ban, Phùng Tập và Triệu Vân lên đường. Khi đến Giang châu, ông lệnh cho Triệu Vân (từng can gián) đóng quân ở lại làm tiếp viện, cho Ngô Ban làm tiên phong, dẫn quân ra Tam Hiệp, tiến vào Kinh châu.
Có nhiều ý kiến thường nhìn nhận rằng Lưu Bị vì tình riêng mà đánh Ngô, là sai lầm không coi trọng đại cục. Nhưng các sử gia xem xét việc này có lý do chính đáng từ phía Lưu Bị. Ngoài tình nghĩa với Quan Vũ phải báo thù, việc đánh Ngô là phương châm đã định, vì lấy Kinh châu làm 1 bàn đạp tấn công trung nguyên đã nằm trong chiến lược Long Trung đối sách mà Gia Cát Lượng vạch ra, nên khi Kinh châu mất thì phải đoạt lại; hơn nữa xét về thực lực lúc đó, Tào Phi mạnh hơn Tôn Quyền, do đó Lưu Bị tự lượng thực lực của mình dễ đánh thắng Tôn Quyền hơn là đánh Tào Phi.
Tôn Quyền thấy Lưu Bị tiến vào Kinh châu, vội sai sứ đi giảng hòa. Gia Cát Cẩn đang làm Thái thú Nam Quận lấy danh nghĩa cá nhân viết thư phân tích với ý tứ như Triệu Vân (xem Tào Phi làm đối thủ chính vì nợ nước với nhà Hán), nhưng ông không chấp nhận, thúc quân tiếp tục đông tiến.
Hai tướng tiên phong Ngô Ban, Trần Thức đánh bại đạo quân Ngô của Lý Dị và Lưu A, chiếm huyện Vu và Tỉ Quy. Đầu năm 222, quân Thục Hán tiến đến Di Lăng, Hào Đình, ông hạ lệnh cho quân thủy lên bộ hạ trại. Giữa Tỉ Quy và Hào Đình cách nhau 700 dặm, Lưu Bị lập ra liên tiếp mấy chục doanh trại bằng gỗ cây rừng. Lập liên trại với khoảng cách xa như vậy là sai lầm của Lưu Bị, tối kỵ đối với nhà binh. Tào Phi ở Lạc Dương nghe tin này cũng đoán Lưu Bị sẽ thất bại.
Tướng Ngô là Lục Tốn có 5 vạn quân, điềm tĩnh phòng thủ để tránh nhuệ khí của quân Thục. Đến tháng 8) năm 222, Lục Tốn bất ngờ dùng hỏa công đồng loạt đánh vào liên trại của Lưu Bị. Quân Thục bị đánh úp không kịp trở tay, bị giết mấy vạn người, tan vỡ bỏ chạy.
Trong khi rút lui, các đại tướng Trương Nam, Phùng Tập đều bị tử trận để bảo vệ cho Lưu Bị chạy thoát. Vua người Hồ là Ma Sa Kha ở quận Việt Huề cùng Trình Kỳ và Phó Đồng cũng chết trong loạn quân.
Lưu Bị chỉ còn tàn quân chủ lực chạy vào núi Mã Yên, bị Lục Tốn truy kích. Ông phải sai quân mang khôi giáp đốt để chặn đường quân Ngô, sau đó chạy qua rồi phá đường sạn đạo Di Lăng để ngăn quân Ngô đuổi theo, cuối cùng chạy thoát về thành Bạch Đế trong tình cảnh rất thê thảm.
Nhưng Lục Tốn biết rõ Tào Phi chuẩn bị sẵn quân rình rập phía sau để đánh úp Đông Ngô, nên không ham truy kích Lưu Bị mà rút đại quân trở về.

### Giảng hòa với Tôn Quyền
Lưu Bị rút về thành Bạch Đế, có Triệu Vân và Hồ Đốc cầm quân trấn giữ, tạm thời yên tâm.
Thất bại Di Lăng khiến Lưu Bị suy sụp. Nhưng ngay sau đó Ngô-Ngụy cũng xảy ra chiến tranh. Không ngoài dự tính của Lục Tốn, Tào Phi nhân lúc Ngô-Thục giao tranh bèn dẫn quân nam tiến đánh Ngô. Tôn Quyền, Lục Tốn lại phải huy động tướng sĩ ra sức chống trả. Hai bên giằng co ở Giang Lăng – Nam quận.
Lưu Bị nghe tin Lục Tốn đối trận với Tào Phi, bèn viết thư cho Lục Tốn nói:
"Nay giặc (Tào Phi) đã đến tại Giang Lăng, tướng của ta lại đến phía đông, tướng quân nói xem có được không?"
Lục Tốn xem thư hiểu hàm ý của ông, bèn viết thư trả lời, một mặt vạch rõ quân Thục mới bị trọng thương không thể ra trận, mặt khác chủ động đề nghị giảng hòa. Tán thành với đề nghị của Lục Tốn, cuối năm 222, Tôn Quyền sai Trịnh Tuyền làm sứ đến thành Bạch Đế gặp Lưu Bị, xin giảng hòa.
Lưu Bị cân nhắc, ông không thể tiếp tục đánh Đông Ngô, bản thân mình cũng lâm nguy vì Tào Ngụy rất mạnh. Vì vậy ông chấp nhận đề nghị giảng hòa của Tôn Quyền và sai Tôn Vĩ sang Đông Ngô đáp lễ Tôn Quyền. Tuy nhiên, đó cũng chỉ là 2 hoạt động ngoại giao khởi động lại cho hòa bình giữa 2 bên sau chiến tranh; hai bên đồng ý giảng hòa để kết thúc tình trạng thù hận nhưng chưa có thỏa thuận gì khác về tái hợp liên minh chống Tào. Sau đó, do bệnh tình của Lưu Bị nguy kịch nên hoạt động ngoại giao 2 nước bị gián đoạn.

## Qua đời ở thành Bạch Đế

### Mất mát và bất ổn
Tuy giảng hòa được với Đông Ngô nhưng thất bại Di Lăng vẫn là đòn chí mạng đối với Lưu Bị. Vì không thể chiếm lại Kinh châu nên những kế hoạch trong Long Trung đối sách mà Gia Cát Lượng đề ra khó mà thực hiện được nữa, việc đánh Tào Ngụy khôi phục trung nguyên cũng khó mà còn cơ hội. Việc lo buồn vì điều này đã ảnh hưởng nghiêm trọng tới sức khỏe của Lưu Bị. Cùng lúc, những tin xấu liên tiếp từ Thành Đô báo về: Tư đồ Hứa Tĩnh cao tuổi mới qua đời, kế đó Phiêu kỵ tướng quân Mã Siêu cũng lâm bệnh mất khi mới 47 tuổi. Như vậy, các tướng giỏi theo ông lập nghiệp chỉ còn lại Triệu Vân và Ngụy Diên. Ngay sau đó Thượng thư Lưu Bá từ Thành Đô tới Bạch Đế hỏi thăm sức khỏe ông, trở về Thành Đô không lâu cũng qua đời.
Lưu Bị càng ngày càng suy sụp. Ông dự cảm mình không còn khả năng đoạt lại Kinh châu, bèn hạ lệnh chuyển phần mộ Cam phu nhân vào đất Thục.
Đầu năm 223, Lưu Bị cảm thấy bệnh tình càng trầm trọng, bèn sai người đến Thành Đô triệu tập thừa tướng Gia Cát Lượng đến gấp cung Vĩnh An.
Tình hình Thục Hán cũng ẩn chứa những điều bất ổn. Thủ lĩnh tộc thiểu số ở Việt Huề là Cao Định theo sự xúi giục của Tôn Quyền đã khởi binh làm phản, nhưng bị Lý Nghiêm nhanh chóng dẹp được. Thái thú Hán Gia là Hoàng Nguyên bất hòa với Gia Cát Lượng cũng có ý làm phản, vì vậy Gia Cát Lượng luôn phải thường trực ở Thành Đô. Do lệnh triệu gấp của Lưu Bị, Gia Cát Lượng buộc phải giao cho Tòng sự Dương Hồng phò tá thái tử Lưu Thiện, bản thân mình mang 2 hoàng tử Lưu Vĩnh và Lưu Lý đến cung Vĩnh An.
Quả nhiên Hoàng Nguyên khởi binh làm phản. Nhưng Dương Hồng kịp thời đối phó, điều các tướng Trần Vẫn, Trịnh Sước ra quân bắt sống và chém Hoàng Nguyên.

### Lâm chung

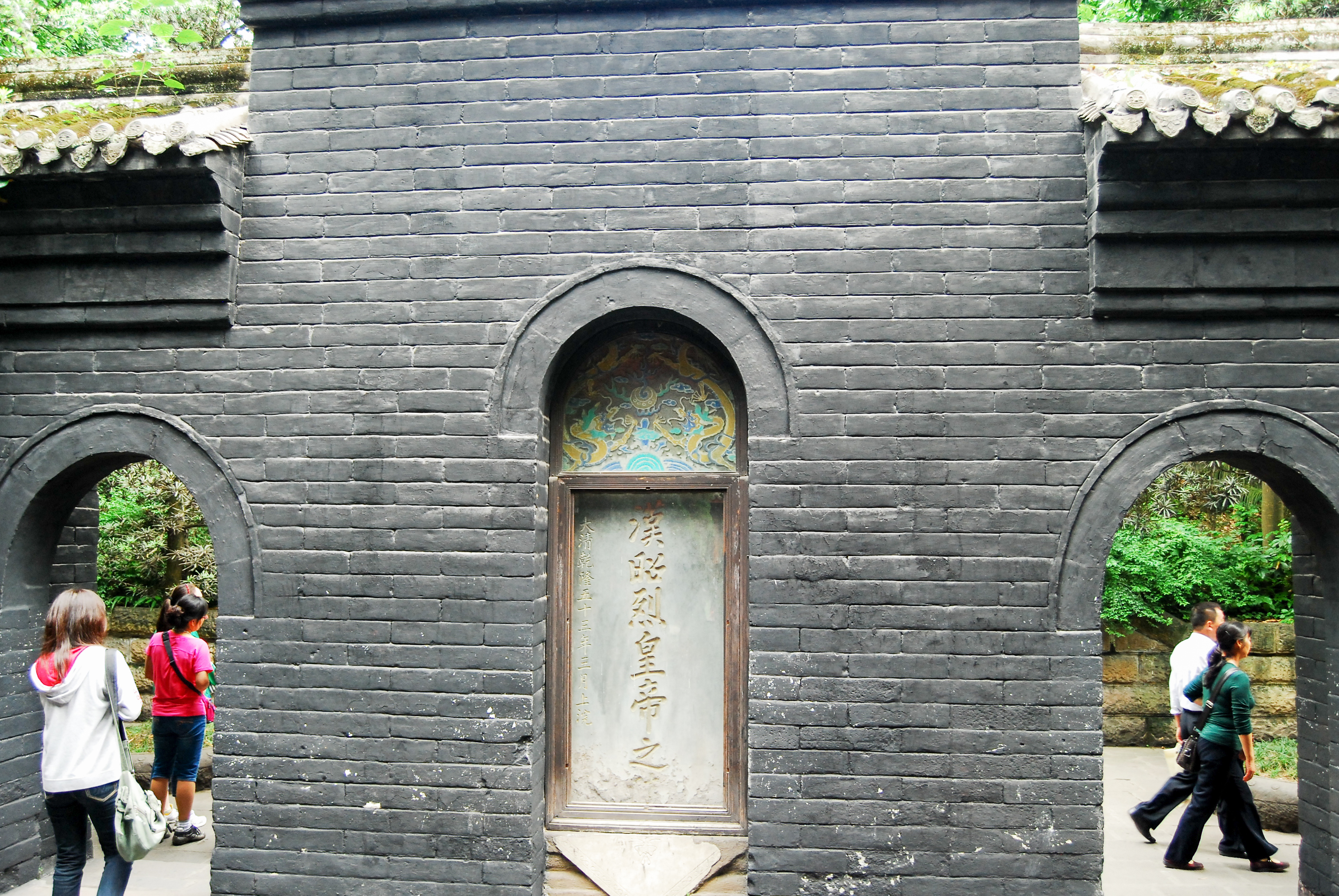
Mộ của Lưu Bị

Khoảng cuối tháng 3 đến cuối tháng 4) năm 223, Gia Cát Lượng tới thành Bạch Đế, ra sức tham mưu việc nội trị và sắp đặt nhân sự mới sau khi hàng loạt tướng lĩnh và quan lại khai nghiệp đã qua đời; đồng thời chuẩn bị kế hoạch để củng cố nước Thục sau này.
Khoảng cuối tháng 5 đến cuối tháng 6) năm 223, bệnh tình của Lưu Bị càng nguy kịch. Ông bèn viết chiếu cho thái tử Lưu Thiện ở Thành Đô, có đưa trước cho Gia Cát Lượng và Lý Nghiêm xem, với nội dung như sau:
| “ | Trẫm mắc bệnh nan y, xem tình hình bệnh không khỏi. Người ta 50 tuổi đã không gọi là chết yểu, nay ta đã hơn 60, chẳng có gì ân hận, bởi thế chẳng lo lắng cho mình, chỉ nghĩ đến tương lai của anh em các ngươi. Nghe thừa tướng Gia Cát Lượng nói, ngươi có khí chất lớn, tiến bộ rất nhanh, vượt quá mong mỏi của ông cha, nếu như thực sự như thế ta còn phải lo gì, hy vọng ngươi cũng phải nỗ lực, chớ làm một điều ác nhỏ, cũng chớ không làm một điều thiện nhỏ. Tất cả phải lấy cầu hiền, cầu đức làm trọng, khiến cho thần dân có thể đối với ngươi tâm phục hoàn toàn. Phụ thân của ngươi vẫn bạc đức, không nên học theo. Hy vọng rằng ngươi chăm đọc nhiều sách, đặc biệt là Hán thư và Lễ ký nhất định phải đọc kỹ, lúc thư thả cần nghiên cứu thêm Lục Thao và Thương Quân Thư, có thể rèn luyện thêm về trí tuệ và chí khí. Nghe nói thừa tướng Gia Cát Lượng có chỉnh lý các thiên Thân Bất Hại, Hàn Phi Tử, Quản Tử, Lục Thao, rất nên thỉnh giáo ông ta nhiều". | ” |

Sau đó ông lại dặn dò Gia Cát Lượng, gửi gắm thái tử còn ít tuổi cho thừa tướng nhờ giúp đỡ. Ông nói với Gia Cát Lượng:
Tài thừa tướng gấp mười Tào Phi, tất yên định được nhà nước, làm nên việc lớn. Đối với con trẫm, nếu có thể giúp được thì giúp, nếu nó bất tài, hãy tự thay đi!
Gia Cát Lượng khóc và một mực từ chối, thề sẽ trung thành tận tâm với Lưu Thiện đến cùng.
Ông gọi Lỗ vương Lưu Vĩnh đến dặn dò các anh em:
Sau khi ta qua đời, anh em các ngươi phải coi thừa tướng như cha, ngươi phải cố sức cộng sự với ông ta.
Ông gọi Lý Nghiêm đến, dặn giúp Gia Cát Lượng phò ấu chúa. Cùng ngày, Lưu Bị gọi các cận thần lại, tuyên bố việc gửi ấu chúa Lưu Thiện cho Gia Cát Lượng và Lý Nghiêm làm phó cùng phụ chính.
Giữa tháng 6 (sử ghi ngày 24 tháng 4 âm lịch)) năm 223, Lưu Bị qua đời tại cung Vĩnh An, thọ 63 tuổi. Ông được truy tôn là Chiêu Liệt hoàng đế. Lưu Thiện lên kế vị, tức là Hán Hoài Đế. Khoảng cuối tháng 9 đến cuối tháng 10) năm đó, linh cứu của ông được an táng tại Huệ lăng. cùng lúc đó linh cữu Cam phu nhân (Lưu Thiện truy tôn là Chiêu Liệt hoàng hậu) vợ ông được đưa từ Nam quận về Thành Đô, hợp táng với ông tại Huệ Lăng.

## Gia đình

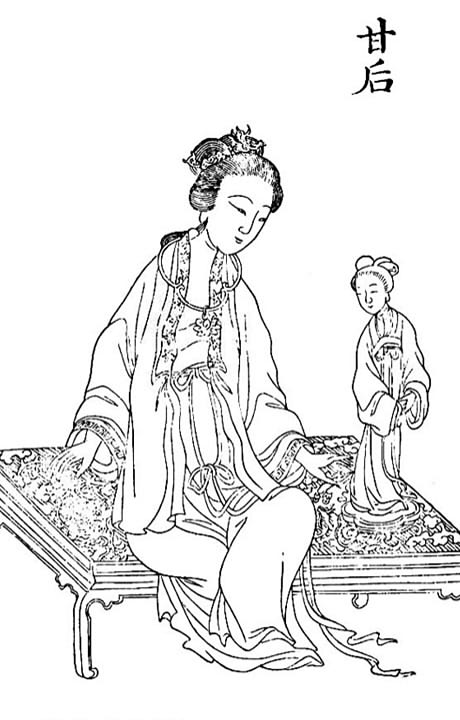
Chiêu Liệt Cam hoàng hậu.

- Cha: Lưu Hoằng (劉弘), hậu duệ của Trung Sơn Tĩnh vương Lưu Thắng.
- Chú:
  - Lưu Nguyên Khởi (劉元起), em trai của Lưu Hoằng
  - Lưu Tử Kính (劉子敬)
- Thê thiếp:

1. Cam phu nhân, mẹ của Lưu Thiện, sau khi mất được con trai truy phong Chiêu Liệt hoàng hậu.
2. Mục hoàng hậu Ngô thị, em gái Ngô Ý.
3. My phu nhân, em gái của My Trúc.
4. Tôn phu nhân, em gái của Tôn Sách và Tôn Quyền.

- Con:
  - Thục Hán Hậu chủ Lưu Thiện, con của Cam phu nhân.
  - Lưu Vĩnh (劉永). Được Lưu Bị phong Lỗ vương, năm 230 được Lưu Thiện cải phong làm Cam Lăng vương, sau do hiềm kích với Hoàng Hạo mà bị Lưu Thiện ghét bỏ. Khi Thục mất, Vĩnh bị dời sang Lạc Dương, nhận chức Phụng Xa Đô Uý, tước phong Hương Hầu.
  - Lưu Lý (劉理). Được Lưu Bị phong Lương vương, năm 230 được Lưu Thiện cải phong làm An Bình vương. Lưu Lý và con Lưu Dận, cháu Lưu Thừa đều chết yểu, một con khác của Lưu Lý là Lưu Tập vì vậy được kế thừa tước vương.
  - Và 2 người con gái, bị Tào Thuần bắt trong trận Trường Bản, cưới con trai Tào Thuần.
- Con nuôi:
  - Lưu Phong, ban đầu tên là "Khấu Phong" (寇), bị buộc tự tử năm 220
- Cháu:
  - Lưu Tuyền, con trai lớn của Lưu Thiện
  - Lưu Dao (劉瑤), con trai thứ hai của Lưu Thiện
  - Lưu Tông (劉琮), con trai thứ ba của Lưu Thiện
  - Lưu Toản (劉瓚), con trai thứ tư của Lưu Thiện
  - Lưu Kham, con trai thứ năm của Lưu Thiện, tự sát cùng vợ con khi Thục Hán mất nước. Tam quốc chí chép: Hậu Chủ thuận theo Tiếu Chu và quyết định đầu hàng. Bắc Địa Vương Lưu Kham giận nói: "Nếu như lý đuối lực tàn, hoạ hoạn khó tránh, dù cho cha con vua tôi dựa lưng vào tường thành mà đánh một trận, chết cùng xã tắc, cũng có thể gặp mặt Tiên Đế vậy". Hậu Chủ không chấp thuận. Hôm ấy, Kham khóc trong Chiêu Liệt miếu (nơi thờ Lưu Bị), rồi trước giết vợ con sau tự sát chết. Tả hữu không ai không rơi lệ khóc.
  - Lưu Tuân(劉恂), con trai thứ sáu của Lưu Thiện
  - Lưu Cừ (劉璩), con trai thứ 7 của Lưu Thiện
  - Lưu Dận (劉胤), con trai lớn của Lưu Lý, chết lúc 19 tuổi
  - Lưu Tập (劉輯), con trai thứ hai của Lưu Lý. Do Lưu Dận và Lưu Thừa chết yểu, Tập được kế thừa vương vị của Lưu Lý. Khi Thục mất, Tập bị dời sang Lạc Dương, giữ chức Phụng Xa Đô Uý, tước phong Hương hầu.
- Chắt:
  - Lưu Thừa (劉丞), con của Lưu Dận, chết lúc 20 tuổi
  - Lưu Huyền (劉玄), cháu của Lưu Vĩnh

Mao Tôn Cương trong Thánh thán ngoại thư có lời khen ngợi Lưu Kham (cháu nội Lưu Bị):
Vũ Hầu (Gia Cát Lượng) có con trung dũng, lại thêm có cháu trung liệt. Đời cho như vậy là Vũ Hầu không chết. Tiên chúa (Chiêu Liệt Đế Lưu Bị) tuy không có con anh hùng, nhưng có cháu (Bắc Địa vương Lưu Kham) khảng khái, cháu thay cho con, đời cũng cho là Tiên chúa không chết. Nếu Hậu chúa Lưu Thiện cũng có khí phách như Bắc Địa vương thì có thể nuốt Ngô diệt Ngụy. Nhà Hán đâu đến nỗi bại vong? Khi Thành Đô thất thủ, Lưu Kham biết uất ức vì cha mà chết, lại khiến ta thấy cái di phong của Chiêu Liệt Đế. Ôi! Nhà Thục Hán mất rồi, nhưng ta vẫn thấy rờ rờ có sinh khí hơn các triều đại khác.
Nhà Tây Hán mất ở cậu bé con Lưu Anh (nhụ tử Anh). Nhà Đông Hán mất ở vua Hiến Đế. Nhưng việc mất ngôi chỉ im lìm, chứ không có gì chấn động. Đến khi mà Thục Hán mất, Lưu Thiện tuy hèn, nhưng có con là Bắc Địa vương biết chết vì trung hiếu. Đó là suy vong mà vẫn có sinh sắc vậy.
Khi nhà Tây Hán mất ngôi có Vương hoàng hậu biết mắng Vương Mãng. Khi nhà Đông Hán mất ngôi có Tào hoàng hậu biết mắng Tào Phi. Hai người đó mới biết mắng gian thần, chứ chưa biết chết để nêu gương trung liệt. Duy lúc nhà Thục Hán mất ngôi, có Bắc Địa vương "biết chết", rồi Thôi phu nhân cũng "biết chết". Hai chữ "năng tử" đủ làm "sinh sắc" cho Hán triều vậy.

## Thờ phụng
Kể từ thời nhà Đường, nhà Thục Hán được sử sách Trung Quốc coi là sự nối tiếp của nhà Hán, là triều đại chính thống trong số 3 triều đại của thời Tam quốc, do vậy Lưu Bị là hoàng đế duy nhất trong thời Tam quốc được thờ tại Đế vương miếu, ngôi miếu do nhà Minh, nhà Thanh xây dựng để thờ phụng các đời vua chính thống của Trung Hoa (các hoàng đế của Tào Ngụy, Đông Ngô không được thờ).
Tỉnh Tứ Xuyên nổi tiếng với Vũ Hầu từ, ngôi đền thờ Lưu Bị và các vị tướng nhà Thục Hán xưa, được mệnh danh là "Tam quốc thánh địa". Đền thờ rộng 37.000 m2 được Lý Hùng, vua nước Thành Hán xây dựng vào đầu thế kỷ thứ 4. Cổng thứ nhất có tấm bảng "Minh lương thiên cổ" (nghĩa là "Vua sáng tôi hiền còn lưu danh thiên cổ"). Ở các dãy nhà hành lang phía đông và tây đặt 47 bức tượng của những vị tướng quan trọng nhà Thục Hán đã giúp Lưu Bị xây dựng triều chính, nơi đó có dòng chữ "Đức cao nhân trường thọ - Tâm khoản phúc tự lai". Qua cổng thứ hai là đền thờ Lưu Bị, được xây cao hơn những đền khác trong Vũ Hầu từ, thể hiện địa vị hoàng đế của Lưu Bị cao hơn so với những tướng khác. Bên trong đền là bức tượng Lưu Bị mạ vàng cao 3 mét ở chính giữa. Đi qua một lối đi yên tĩnh là tới lăng mộ của Lưu Bị, còn gọi là Huệ Lăng. Chính Gia Cát Lượng đích thân chọn vị trí của Huệ Lăng. Trước cửa lăng có tấm biển ghi 4 chữ "Thiên thu lẫm liệt" (Nghìn thu còn khiến người đời kính phục), lấy từ một câu trong bài thơ "Thục Tiên Chủ miếu" của nhà thơ Lưu Vũ Tích đời Đường khi đến thăm nơi đây.
Lưu Bị được thờ phụng như ông tổ nghề làm giày ở Thành Đô - thành phố được biết đến là "thành phố giày" với 80 triệu đôi giày được sản xuất hàng năm. Vào năm 1845 đời vua Đạo Quang nhà Thanh, những người làm giày ở Thành Đô tự xưng là môn đệ của Lưu Bị đã đài thọ xây dựng Miếu Tam Nghĩa (三义庙) nhằm tôn vinh họ Lưu. Sau nhiều lần di chuyển, miếu thờ ngày nay nằm ở quận Vũ Hầu. Từ khi chính quyền đại lục bớt quản lý chặt chẽ đối với tôn giáo, việc thờ phụng Lưu Bị ở Thành Đô lại phổ biến hơn. Năm 2005, một đám rước lớn được thực hiện trước đền thờ để tưởng nhớ Lưu Bị và đây là sự kiện thờ phụng tín ngưỡng đầu tiên kể từ khi thành lập nước Cộng hòa nhân dân Trung Hoa.
Tuy nhiên, tờ Dương Tử buổi chiều chỉ trích rằng đó chỉ là hành động nhằm khai thác sự nổi tiếng của Lưu Bị vì mục đích thương mại, vì dù khi còn trẻ ông phải đóng chiếu làm giày kiếm sống thì vẫn rất khó kết luận được rằng ông là người sáng tạo ra những chiếc giày.

## Nhận định

### Tài năng
Trần Thọ trong Tam quốc chí có bình rằng: 
"Tiên Chủ là người cương nghị khoan hoà nhân hậu, hiểu lòng người kính kẻ sĩ, có phong độ của Hán Cao Tổ, có khí chất của bậc anh hùng. Đến lúc trao việc nước thác con côi cho Gia Cát Lượng, mà lòng không ngờ vực, tin rằng vua tôi đều chí công, là điều chưa từng thấy xưa nay vậy.".
Khi Lưu Bị nương nhờ, Tào Tháo đối xử rất tốt với ông, cho ngồi cùng xe, hay ăn uống và bàn luận cùng nhau. Trong một cuộc nói chuyện, Tào Tháo từng nói: 
"Ngày nay anh hùng trong thiên hạ, chỉ có sứ quân (Lưu Bị) và Tháo này vậy. Lũ Bản Sơ (Viên Thiệu) chẳng đáng kể đến."
Câu nói của Tào Tháo mang ý dò xét, nhưng cũng cho thấy Tào Tháo đánh giá rất cao tài năng của Lưu Bị, cho rằng ông có tài năng hơn hẳn những tướng cát cứ khác. Sau này, khi nghe tin Tôn Quyền cho Lưu Bị mượn Kinh châu, Tào Tháo đang viết thì hoảng hốt buông rơi cây bút, cho thấy ông ta rất e ngại khả năng của Lưu Bị.
Các mưu sĩ Quách Gia, Trình Dục của Tào Tháo đánh giá Lưu Bị "có hùng tài mà rất được lòng người, không chịu ở dưới người, mưu tính của Lưu Bị chưa thể lường được vậy". Lỗ Túc của Đông Ngô thì đánh giá "Lưu Bị là kiêu hùng thiên hạ", Hoàng Quyền thì nói "Lưu Bị có kiêu danh" (Hậu Hán thư - Lưu Yên truyện). Tướng Lục Tốn của Đông Ngô từng răn thuộc hạ "Lưu Bị nổi danh thiên hạ, cả Tào Tháo còn phải sợ". Đây đều là các quân sư giỏi mưu kế, và họ đều nhận ra Lưu Bị là nhân vật trí dũng song toàn.
Không giống như Tào Tháo và Tôn Quyền xuất thân từ tầng lớp quý tộc và có cơ sở nhất định (có nhiều tài sản, uy danh gia tộc) để "làm vốn" trên đường gây dựng phát triển sự nghiệp, Lưu Bị tuy có danh nghĩa là dòng dõi nhà Hán nhưng ông xuất thân từ một gia đình nghèo nàn, thuở nhỏ phải đan giày cỏ kiếm sống, tay trắng làm nên cơ nghiệp. Vì vậy, quá trình phát triển thế lực của Lưu Bị trong thời loạn cũng vất vả, gian truân hơn, lâu dài hơn. Tuy gặp nhiều thất bại nhưng ông vẫn kiên định, không nản lòng, tỏ ra có chí khí lớn.
Do ảnh hưởng từ bộ tiểu thuyết Tam Quốc diễn nghĩa, nhiều người cho rằng Lưu Bị không có tài đánh trận, thành quả của ông đều là nhờ tướng sỹ dưới quyền. Tuy nhiên, theo bộ chính sử Tam Quốc chí, có thể thấy Lưu Bị là người có nhiều kinh nghiệm quân sự, đã từng tự cầm quân đánh thắng nhiều trận:
- Khi mới tạo lập sự nghiệp, Lưu Bị ở dưới quyền Hiệu úy Trâu Tĩnh, ông tác chiến với quân Khăn Vàng mấy trận đều thắng lợi, và được phong làm Huyện úy An Hỉ (thuộc nước Trung Sơn)
- Khổng Dung bị quân tàn dư Khăn Vàng tới đánh, chống cự không nổi, bèn sai Thái Sử Từ đến Bình Nguyên cầu cứu Lưu Bị. Lưu Bị bèn điều quân đến đánh tan quân Khăn Vàng, cứu được Khổng Dung.[18]
- Năm 193, Tào Tháo mang quân đánh Từ châu để báo thù cho cha là Tào Tung. Lưu Bị cùng Quan Vũ, Trương Phi, Triệu Vân có hơn 1000 quân cùng các lính ô hợp người Ô Hoàn ở U châu, thu dụng thêm vài ngàn người đói kém đi kiếm ăn nhập vào đội ngũ, lại được Đào Khiêm cấp thêm vài ngàn quân. Ông giúp viên tướng duy nhất của Đào Khiêm là Tào Báo cố thủ thành công ở Viêm Thành.[18]
- Năm 199, Viên Thuật thế cùng, muốn chạy lên Hà Bắc theo Viên Thiệu. Lưu Bị cùng Quan Vũ và Trương Phi mang 1.000 quân, chiêu nạp thêm vài ngàn nạn dân, đã đánh bại mấy vạn quân Viên Thuật ở đường lớn Từ châu.[33]
- Năm 200, Tào Tháo đại thắng Viên Thiệu ở Quan Độ. Tào Tháo đắc thắng, coi thường Lưu Bị, sai Sái Dương đi đánh Nhữ Nam. Lưu Bị mang quân ra địch, đánh tan quân Tào, Quan Vũ giết chết Sái Dương.[43]
- Năm 204, Lưu Biểu theo đề nghị của Lưu Bị, sai ông mang quân từ Tân Dã tiến đánh Tào Tháo, ông đánh huyện Diệp không nổi phải rút lui. Hạ Hầu Đôn mang quân truy kích, Lưu Bị đặt phục binh ở gò Bác Vọng, đánh bại 2 tướng giỏi của Tào Tháo là Hạ Hầu Đôn và Vu Cấm, bắt sống bộ tướng của Hạ Hầu Đôn là Hạ Hầu Lan.
- Mùa hè năm 214, Lưu Bị đem quân đánh chiếm đất Thục[122] Lưu Bị tự cầm một cánh quân, đánh bại và bắt sống Trương Nhiệm. Vì Trương Nhiệm không chịu hàng nên Lưu Bị sai mang chém.[122]
- Năm 218, Lưu Bị giao chiến lớn với Tào Tháo ở Hán Trung. Ông tự mình cùng mưu sĩ Pháp Chính khởi 10 vạn quân[135] đi đánh Hán Trung. Lưu Bị đóng quân hạ trại tại núi Định Quân, cho quân mai phục ở phía sau đỉnh núi này, đánh thắng và giết chết tướng giỏi của Tào Tháo là Hạ Hầu Uyên. Tào Tháo được tin Hạ Hầu Uyên tử trận, đích thân mang đại quân từ Trường An đến quyết chiến. Lưu Bị thấy Tào Tháo mất nguồn lương tại chỗ, phải vận nhiều lương từ xa đến, bèn phái binh đi cướp lương thảo[137] Lưu Bị giữ thế phòng thủ không ra giao chiến. Qua hơn 1 tháng khiêu chiến không đánh được trận nào, quân Tào mệt mỏi. Lưu Bị lại sai người lọt vào hàng ngũ quân Tào làm nội ứng, phao tin đồn khiến quân Tào chán nản.[138] Tào Tháo liệu thế không thể thắng được Lưu Bị, đành lui quân khỏi Hán Trung. Toàn bộ Hán Trung đã thuộc về Lưu Bị sau trận này.[138]

Nhà thơ Lưu Vũ Tích đời Đường từng làm bài thơ "Thục Tiên chủ miếu", trong đó ca ngợi tài năng của Lưu Bị và tỏ ý tiếc nuối vì con của ông (Lưu Thiện) đã không giữ được cơ đồ của cha mình:
Anh khí bao trùm trời đất rộng,
Oai linh còn mãi đến ngàn sau.
Dư đồ chia rõ ba chân vạc,
Cơ nghiệp đem về tiền Ngũ châu.
Tìm tướng, mở mang nên nghiệp nước;
Sinh con, tài cán kém xa cha!
Ngậm ngùi, ca vũ trong cung Thục,
Cung Ngụy giờ đây đến múa hầu.

### Khả năng thu phục lòng người
Khi bị Tào Tháo tấn công ở Kinh Châu (năm 207), Lưu Bị cần rút lui gấp nhưng ông vẫn không nỡ bỏ lại những người dân đã đi theo ông. Tập Tạc Xỉ chép:
Tiên Chủ tuy điên đảo gian nan mà tín nghĩa càng sáng tỏ, tình thế bức bách hành sự hung hiểm mà lời nói chẳng lỗi đạo. Nhớ ân nghĩa của Cảnh Thăng, cái tình cảm động ba quân; mến yêu nghĩa khí của kẻ sĩ, mà cam lòng cùng chịu thất bại. Xét cái nguyên nhân thu được lòng người, há chỉ vì đồng cam cộng khổ với quân dân, vỗ về người già yếu mà thôi đâu! Sau này làm nên đại nghiệp, chẳng phải là lý đương nhiên sao!
Trong trận Đương Dương, quân Tào Tháo truy sát tới nơi, các tướng của Lưu Bị đều khuyên ông tạm thời bỏ người dân lại, đi trước là hơn, nhưng Lưu Bị vẫn không nghe. Người đời sau có thơ khen lòng nhân ái của Lưu Bị đã làm lòng dân hướng về ông:
| “ | Lâm nạn lòng nhân lo bách tính Lên thuyền rơi lệ cảm ba quân Bến nước sông Tương còn thương xót, Phụ lão năm xưa nhớ Sứ quân | ” |

Trong quá trình phát triển sự nghiệp, Lưu Bị tỏ ra là người giỏi chiêu hiền đãi sĩ. Ông đã thu phục được nhiều hào kiệt phò tá như Gia Cát Lượng, Bàng Thống, Pháp Chính, Hứa Tĩnh, Mã Lương làm văn thần; Quan Vũ, Trương Phi, Hoàng Trung, Mã Siêu, Triệu Vân, Ngụy Diên làm võ thần. Ông không kể thân sơ, trọng dụng cả những người là thủ hạ cũ của Lưu Chương như Lý Nghiêm, Pháp Chính, Hoàng Quyền.
Khi còn ở Bình Nguyên, có người là Lưu Bình thuê thích khách giết Lưu Bị. Thích khách đến nơi, thấy phong thái của Lưu Bị thì không nỡ ra tay, lại báo cho ông biết rồi bỏ đi. Trần Thọ nhận xét "Tiên Chủ được lòng người đến như thế". Ngụy thư chép "Lưu Bị bên ngoài phòng ngừa giặc cướp, bên trong rộng rãi giúp đỡ tiền của, từ binh sĩ tới thủ hạ, đều cho ngồi cùng chiếu, ăn cùng mâm, chẳng phân biệt gì cả. Bởi thế người theo về rất đông"
Lưu Bị tỏ ra là người sáng suốt, biết nhìn người. Các tướng lĩnh, quân sư thân cận của ông đều rất trung thành, không ai có lòng mưu phản, kể cả sau khi Lưu Bị đã qua đời. Về điểm này, ông tỏ ra còn hơn cả Tào Tháo (nhiều tướng của Tào Tháo đã làm phản sau khi ông qua đời, trong đó nổi bật nhất là Tư Mã Ý). Lưu Bị từng khuyên Trương Phi không nên xử phạt quá nặng với thuộc hạ mà chuốc lấy tai vạ, quả nhiên sau này Trương Phi bị thuộc hạ ám sát. Sự ủy thác Lưu Thiện cho Gia Cát Lượng cho thấy ông đã chọn đúng người phụ chính cho con nhỏ. Trước lúc lâm chung ông cũng nhìn ra giới hạn năng lực của Mã Tốc và khuyên Gia Cát Lượng không nên quá trọng dụng vì Mã Tốc là người hay nói quá sự thật. Việc Gia Cát Lượng vẫn trọng dụng Mã Tốc dẫn tới thất bại của quân Thục trong Trận Nhai Đình sau này lại chứng minh cách nhìn nhận của ông về tính cách con người là chính xác.
Sau khi bại trận trước Đông Ngô, tướng Hoàng Quyền bị cắt đường về, buộc phải hàng Ngụy, nhiều quan lại Thục Hán xin Lưu Bị trừng phạt gia quyến Hoàng Quyền. Nhưng Lưu Bị nói rằng "chính ta đã phụ Hoàng Quyền chứ Hoàng Quyền không phụ ta", rồi sai chu cấp đầy đủ cho gia quyến ông. Tào Phi gặp Hoàng Quyền, ví ông như Trần Bình, Hàn Tín bỏ Hạng Vũ theo Lưu Bang, nhưng Hoàng Quyền không nhận, ông khẳng định vì mình không thể về với Lưu Bị lại không thể hàng Ngô nên mới sang Tào, vì vậy không dám so sánh với Trần Bình, Hàn Tín. Tào Phi nghe xong rất cảm phục lòng trung thành của ông. Sau đó, một số tướng sĩ ở Thục sang hàng Ngụy đưa tin gia quyến Hoàng Quyền ở Thục bị hại. Tào Phi bèn lệnh cho ông lo việc tang lễ, nhưng Hoàng Quyền quả quyết Lưu Bị và Gia Cát Lượng rất hiểu mình, sẽ không hại gia quyến mình và đề nghị Tào Phi chờ thêm một thời gian nữa. Sau đó quả nhiên tin chính thức báo về gia quyến Hoàng Quyền vẫn bình yên. Tào Phi thấy Lưu Bị có thể thu phục được thuộc hạ trung thành và hiểu rõ Hoàng Quyền như thế, cảm thán mãi không thôi. Con trai Hoàng Quyền là Hoàng Sùng tiếp tục làm tướng cho Thục Hán, 40 năm sau ông đã cùng Gia Cát Chiêm (con Gia Cát Lượng) tận trung chiến đấu bảo vệ Thục Hán và cả hai đã tử trận tại thành Miên Trúc.
Về lời dặn dò Gia Cát Lượng khi lâm chung của ông ("nếu nó [Lưu Thiện] bất tài, hãy tự thay đi"), có những ý kiến nhìn nhận khác nhau. 
- Trần Thọ, tác giả Tam quốc chí hết sức tán thưởng Lưu Bị, cho rằng đó là hình mẫu về chí công vô tư trong quan hệ vua tôi từ trước đến thời điểm đó,[3] hết sức tin tưởng Khổng Minh, cho quyền tự quyết có thể lấy ngôi của Lưu Thiện.[182] Quan điểm này được sử gia hiện đại là Lư Bật đồng tình.
- Trái với Trần Thọ, sử gia Tôn Thịnh thời Tấn tỏ ra hoài nghi lời nói đó của Lưu Bị, coi đó là giả dối, cốt thử lòng Khổng Minh.[192] Chương Mậu thời Minh cũng cho rằng đó là sự thăm dò; Từ Thế Bạ cuối thời Minh đầu thời Thanh trong tác phẩm Gia Cát Vũ hầu vô thành luận cũng có ý kiến tương tự cho rằng: "Câu ấy đủ khiến lòng dạ nghi ngờ của Chiêu Liệt, bộc lộ hết thâm hiểm lúc bình sinh".[193] Vương Phu Chi trong Tục Thông giám luận lý giải sự nghi ngờ của Lưu Bị với Khổng Minh do Khổng Minh từng đi lại khá thân thiết với Tôn Quyền và có anh là Gia Cát Cẩn đang phục vụ đắc lực cho Đông Ngô.[193]
- Riêng sử gia Phương Bắc Thần có cách hiểu khác về 8 chữ của Lưu Bị: "nếu nó bất tài, hãy tự thay đi". Theo Phương Bắc Thần, "hãy tự thay đi" là có thể tự chọn lựa cách xử lý, chọn một người khác trong số các hoàng tử còn lại (Lưu Vĩnh và Lưu Lý) để thay thế. Tám chữ này hàm nghĩa cho Khổng Minh quyền phế lập, chứ không bảo Gia Cát Lượng giành ngôi.[194] Dịch Trung Thiên cho rằng việc cho Khổng Minh quyền phế lập cũng đã cho thấy Lưu Bị rất mực tin tưởng Khổng Minh, vừa gửi nước vừa gửi nhà.[194]

Điều đáng tiếc cho Lưu Bị có lẽ cũng bắt nguồn từ ưu điểm của ông, đó là việc ông quá gắn bó, quá thân ái với Quan Vũ và Trương Phi - hai cận thần đầu tiên đã cùng ông gây dựng cơ nghiệp. Việc giao Kinh châu cho Quan Vũ trấn thủ là sai lầm lớn đầu tiên. Bởi Vũ tuy đầy dũng khí và trung thành, thống lĩnh được đại quân, nhưng lại thiếu khiêm tốn. Hậu quả là ông để mất cả Kinh châu lẫn mạng sống vào tay Đông Ngô. Hay tin, vì quá đau lòng nên Lưu Bị đã đánh mất sự sáng suốt, vội vàng tuyên chiến với Đông Ngô mà không nghe theo lời can ngăn của các đại thần như Gia Cát Lượng, Triệu Vân. Sự nôn nóng báo thù cho Quan Vũ (và Trương Phi bị ám sát sau đó) cũng khiến ông mắc tiếp hàng loạt sai lầm trong trận Di Lăng, dẫn tới kết cục thất bại nặng nề, làm suy yếu nghiêm trọng nước Thục Hán mà chính ông đã vất vả gây dựng. Nhưng dù sao, quyết tâm báo thù cho họ cũng cho thấy ông yêu mến thuộc cấp của mình bằng cả tấm lòng, nên được dân gian đời sau ca ngợi, xem đó là mẫu mực của nghĩa vua tôi gắn bó, không vì đam mê quyền lực mà vứt bỏ tình nghĩa thuở hàn vi.

### Được lòng nhân dân
Một điều đáng khen ngợi là trong quá trình chinh chiến, Lưu Bị đều tránh gây tổn hại cho người dân. Các đối thủ của ông như Tào Tháo, Tôn Quyền đều từng thực hiện những vụ tàn sát dân thường. Tào Tháo từng thảm sát 10 vạn dân thường ở Từ Châu, sau đó cũng đồ sát dân chúng tại hàng loạt nơi khác như Ung Khâu năm 197, Bành Thành năm 198, Liễu Thành năm 207, Uyển Thành năm 216 (chưa kể vài vụ tàn sát khác do các tướng của Tào Tháo thực hiện). Đối với Đông Ngô, Tôn Sách từng đồ sát huyện Đông Dã, Tôn Quyền có hai lần tiến hành đồ sát: năm 199 đồ sát Hoàn Thành, năm 203 đồ sát Giang Hạ. Chỉ có Lưu Bị là chưa từng ra lệnh đồ sát dân chúng (và kể cả những tướng lĩnh của Thục Hán cũng không có ai từng làm vậy). Vì đề cao nhân nghĩa, biết bảo vệ dân chúng như vậy nên sau này, chỉ có Lưu Bị là vị vua thời Tam Quốc được nhân dân Trung Quốc kính trọng nhất, được người dân lập đền thờ khắp nơi (trong khi vua Tào Ngụy và Đông Ngô gần như không được nhân dân thờ phụng). 
Chính Lưu Bị cũng nhận định đường lối của ông là dùng nhân nghĩa đối đãi để nhân dân tự nguyện theo về, trái ngược hẳn với Tào Tháo là dùng vũ lực để dân chúng khiếp sợ mà quy phục:
| “ | Nay so thế với ta như nước với lửa, là Tào Tháo vậy. Tháo dùng cấp bách, ta dùng khoan hòa; Tháo dùng hung bạo, ta dùng nhân từ; Tháo dùng quỷ quyệt, ta dùng trung tín; mọi thứ đều ngược lại với Tháo, việc mới có thể thành thôi | ” |

Khi bị Tào Tháo tấn công ở Kinh Châu (năm 207), hàng chục vạn dân chúng tình nguyện đi theo Lưu Bị. Đoàn dân chúng làm việc rút quân rất chậm, nhưng Lưu Bị vẫn không nỡ bỏ lại những người dân đã đi theo ông. Tập Tạc Xỉ bình luận:
Tiên Chủ tuy điên đảo gian nan mà tín nghĩa càng sáng tỏ, tình thế bức bách hành sự hung hiểm mà lời nói chẳng lỗi đạo. Nhớ ân nghĩa của Cảnh Thăng, cái tình cảm động ba quân; mến yêu nghĩa khí của kẻ sĩ, mà cam lòng cùng chịu thất bại. Xét cái nguyên nhân thu được lòng người, há chỉ vì đồng cam cộng khổ với quân dân, vỗ về người già yếu mà thôi đâu! Sau này làm nên đại nghiệp, chẳng phải là lý đương nhiên sao!
Trong trận Tương Dương, quân Tào Tháo truy sát tới nơi, các tướng của Lưu Bị đều khuyên ông bỏ người dân lại, đi trước để tránh tai họa, nhưng Lưu Bị vẫn không nghe. Người đời sau có thơ khen lòng nhân ái của Lưu Bị đã làm lòng dân hướng về ông:
| “ | Lâm nạn lòng nhân lo bách tính Lên thuyền rơi lệ cảm ba quân Bến nước sông Tương còn thương xót, Phụ lão năm xưa nhớ Sứ quân | ” |

Năm 214, Lưu Chương đầu hàng, Lưu Bị giành được Tây Xuyên. Nhiều người kiến nghị lấy nhà cửa, ruộng vườn của dân chúng ở Thành Đô làm phần thưởng cho các tướng sĩ. Tướng Triệu Vân phản đối, Lưu Bị cũng đồng ý không làm như vậy, ông không chấp nhận lấy lòng tướng sĩ dưới quyền bằng cách tận thu tài sản của nhân dân.
Đến thời nhà Tống, hầu hết những truyện kể dân gian về thời Tam Quốc đều có nội dung ủng hộ Lưu Bị, bởi trong thời chiến loạn thì rất hiếm những lãnh đạo coi trọng việc bảo vệ nhân dân như ông. Trên cơ sở các câu chuyện dân gian đó, nhà văn La Quán Trung đã tập hợp, viết nên tiểu thuyết Tam quốc diễn nghĩa nổi tiếng, trong đó Lưu Bị là nhân vật chính diện, là biểu tượng của sự nhân nghĩa và lòng yêu thương nhân dân. Tuy tiểu thuyết Tam quốc diễn nghĩa có một số tình tiết hư cấu, nhưng về nét chính, chính sử Trung Quốc cũng công nhận: Lưu Bị vốn có xuất thân hàn vi, thuở nhỏ phải đan dép cỏ kiếm sống nên rất thấu hiểu nỗi khổ của nhân dân, ông từ hai tay trắng gây dựng cơ đồ nhờ sự trợ giúp tận tụy, trung thành của các tướng sĩ, khi lên ngôi lại thi hành chính sách khoan hòa với nhân dân. Những yếu tố đó rất gần gũi với hình mẫu một vị vua lý tưởng đối với nhân dân Trung Quốc. Vì vậy, cho tới cả ngàn năm sau, các câu chuyện dân gian về thời Tam Quốc đều có xu hướng ca ngợi Lưu Bị, căm ghét kẻ thù của ông, và xu hướng "ủng Lưu phản Tào" đã là tư tưởng chung của đại đa số nhân dân Trung Quốc từ trước cả khi tác phẩm Tam quốc diễn nghĩa ra đời. Trong sách sử đời Bắc Tống đã có ghi lại một đoạn bút ký nói rằng: “Những trẻ em trong xóm ngõ, thường xúm lại nghe kể truyện Tam Quốc, thấy nói đến Lưu Bị thua thì cau mày không vui, có em khóc. Thấy kể Tào Tháo bại trận thì khoái chí reo mừng". Bút ký ấy cho thấy: ngay cả trước khi Tam quốc chí diễn nghĩa của La Quán Trung ra đời, dân chúng đã có xu hướng yêu mến những vị vua yêu quý nhân dân như Lưu Bị, họ muốn ông là người thống nhất thiên hạ chứ không phải là người nào khác.

## TrongTam Quốc diễn nghĩa

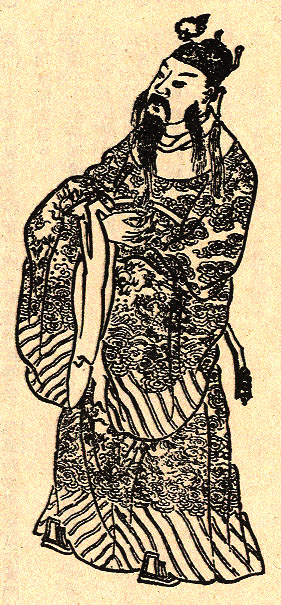
Hình họa trên gỗ của Lưu Bị trong cuốn Tam quốc diễn nghĩa từ thời nhà Thanh (mặc quan phục thời trung cổ Trung Quốc, sai với thực tế, Lưu Bị vốn cũng không có râu).

Trong tiểu thuyết Tam quốc diễn nghĩa, nhà văn La Quán Trung nêu rõ quan điểm ủng hộ Lưu Bị, phản đối Tào Tháo. Nhân vật Lưu Bị được mô tả là người nhân hậu, thương dân, sống coi trọng tình nghĩa, nhưng kém phần sắc sảo về quân sự, thiếu mưu trí, táo bạo và mạnh mẽ (tuyệt gian như Tào Tháo, tuyệt nhân như Lưu Bị, tuyệt trí như Khổng Minh). Tuy nhiên, trong một số tình tiết, La Quán Trung cũng để Lưu Bị có những thủ đoạn sắc sảo của một chính trị gia lão luyện, như việc "giả vờ rơi đũa" khi uống rượu luận anh hùng với Tào Tháo.
Thực ra, theo ghi chép lịch sử, Lưu Bị từng nhiều lần đích thân cầm quân chiến đấu và đã có nhiều lần giành được chiến thắng trước đối phương đông hơn, chứng tỏ khả năng võ nghệ và kiến thức quân sự của ông không hề kém. 
Lưu Bị là một trong những nhân vật được La Quán Trung hư cấu khá nhiều trong Tam quốc diễn nghĩa. Cũng chính Tam quốc diễn nghĩa đã liệt kê dòng dõi Trung Sơn vương đầy đủ của Lưu Bị, ghi rằng ông là đời thứ 18 của Lưu Thắng. Dưới đây là bảng kê các tình tiết hư cấu có liên quan tới Lưu Bị, hoặc sự thật là hành động của ông nhưng được La Quán Trung gán cho người khác, đặc biệt là có 2 chiến tích về quân sự của ông ở Bác Vọng và Lạc Thành lại được La Quán Trung gán cho Gia Cát Lượng.
| Thứ tự | Hư cấu trong Tam quốc diễn nghĩa                                                                         | Sự kiện lịch sử                                                                      |
| ------ | --- | ------------------------------------------------------------------------------------ |
| 1      | Trương Phi say rượu đánh Đốc bưu                                                                         | Lưu Bị đánh Đốc bưu                                                                  |
| 2      | Tam anh chiến Lã Bố                                                                                      | Lưu, Quan, Trương không tham gia liên minh đánh Đổng Trác.                           |
| 3      | Gia Cát Lượng bày kế hỏa thiêu gò Bác Vọng                                                               | Lưu Bị tự đốt Bác Vọng trước khi có Gia Cát                                          |
| 4      | Đường Hoa Dung, Quan Vũ tha Tào Tháo                                                                     | Lưu Bị chặn đánh Tào Tháo ở Hoa Dung, quân ít không ngăn cản được nên Tào Tháo thoát |
| 5      | Lưu Bị sang Giang Tả lấy Tôn phu nhân, Kiều Quốc lão khuyên ông lấy thuốc ô tu nhuộm râu đen cho trẻ lại | Lưu Bị không có râu                                                                  |
| 6      | Bàng Thống chết ở gò Lạc Phượng, Gia Cát Lượng bắt Trương Nhiệm                                          | Bàng Thống chết ở Lạc Thành, Lưu Bị tự chiếm thành bắt Trương Nhiệm.                 |
| 7      | Quan Vũ một đao tới hội với Lỗ Túc năm 215                                                               | Lưu Bị một thuyền tới gặp Chu Du trước trận Xích bích                                |

## Trong văn hoá đại chúng
- Tam quốc diễn nghĩa (1994), với sự tham gia của Tôn Ngạn Quân
- Tam quốc chí: Rồng tái sinh (2008), với sự tham gia của Nhạc Hoa
- Đại chiến Xích Bích (2008), với sự tham gia của Vưu Dũng
- Tam quốc chí (2009), với sự tham gia của Lý Lập Hoành (lồng tiếng)
- Tân Tam Quốc Diễn Nghĩa (2010), với sự tham gia của Vu Hòa Vĩ
- Quan Vân Trường (2011), với sự tham gia của Phương Trung Tín
- Tào Tháo (2014), với sự tham gia của Dương Uy
- Võ Thần Triệu Tử Long (phim truyền hình 2016) với sự tham gia của Nghiêm Khoan

## Chú giải
1. ↑  Nay là huyện Định, tỉnh Hà Bắc, Trung Quốc.
2. ↑  Phía đông huyện Xương Ấp, tỉnh Sơn Đông
3. ↑  Phía tây nam Vũ Thành, tỉnh Sơn Đông
4. ↑  Ở vùng Chính Dương, Hà Nam, Trung Quốc
5. ↑  Phía đông nam huyện Lâm Dĩnh, tỉnh Hà Nam, Trung Quốc
6. ↑  Phía bắc huyện Lam Lợi, tỉnh Hồ Bắc
7. ↑  Thành cổ Công An hiện nay ở cửa Du Giang, phía đông bắc huyện Công An, Hồ Bắc
8. ↑  Nay là phía nam huyện Chiêu Hóa, Tứ Xuyên
9. ↑  Nay là biên trại Quảng Nguyên, Tứ Xuyên
10. ↑  Phía bắc huyện Thành, Cam Túc
11. ↑  Phía tây huyện Thành, Cam Túc
12. ↑  Phía tây bắc huyện Miện, Thiểm Tây
13. ↑  Tạ Viện là con rể danh tướng Hoàng Phủ Tung thời Hán Linh Đế
14. ↑  Phía đông nam huyện Miện, thuộc tỉnh Thiểm Tây
15. ↑  Tào Phi tiếp nhận Thân Đam và quận Thượng Dung đổi tên thành quận Ngụy Hưng đổi tên thành quận Ngụy Hưng
16. ↑  Ở Phụng Tiết thuộc tỉnh Tứ Xuyên
17. ↑  Huệ Lăng ở cạnh đền Vũ hầu Gia Cát Lượng, phía tây nam Thành Đô thuộc Tứ Xuyên